# Uruguay
Uruguay (spanisch Uruguayⓘ; amtlich República Oriental del Uruguay [reˈpuβlika oɾjenˈtal del uɾuˈɣwaj] „Republik Östlich des Uruguay“) ist ein Staat im Südkegel Südamerikas. Es ist das kleinste spanischsprachige Land in Südamerika. Uruguay grenzt im Norden an Brasilien, im Osten an den Atlantischen Ozean, im Süden an den Río de la Plata und im Westen (durch den Río Uruguay getrennt) an Argentinien.
Nach der Ankunft europäischer Siedler entwickelten sich die von den Spaniern ausgesetzten Pferde und Rinder auf den weiten Grasfluren der Pampa zu großen Herden, die die Grundlage für den wirtschaftlichen Reichtum des Landes bildeten. Uruguay gehört heute zu den stabilsten, demokratischsten und wohlhabendsten Ländern in Lateinamerika. Die politische und wirtschaftliche Transformation hat in den letzten Jahren beträchtliche Fortschritte gemacht.

## Landesname
Der vollständige Name des Landes Uruguay ist Republik Östlich des Uruguay. In der Sprache der Guarani, der der Name entstammt, hat Uruguay je nach Interpretation unterschiedliche Bedeutungen:
- „Fluss der bunten Vögel“ nach Juan Zorrilla de San Martín
- „Schneckenfluss“ (arugua „Schnecke“, y „Wasser“)
- „Fluss des Urulandes“ nach Félix de Azara. Urú = Vogelname, gua „Land“, y „Wasser“[7]
- „Fluss der Essensbringer“ nach einem alten Dokument des Jesuiten Lucas Marton.

## Geographie

### Territorium
Uruguay liegt in Südamerika, zwischen 30° und 35° südlicher Breite sowie 53° und 58° westlicher Länge.
Uruguay ist nach Suriname der zweitkleinste Staat Südamerikas. Mit 176.215 Quadratkilometern Fläche (davon rund 2.600 Quadratkilometer Wasserfläche) ist es etwa halb so groß wie Deutschland. Uruguay hat im Norden eine 985 km lange Grenze mit Brasilien und im Westen eine 579 km lange Grenze mit Argentinien. Die Küste ist 660 km lang.

### Geologie und Geomorphologie

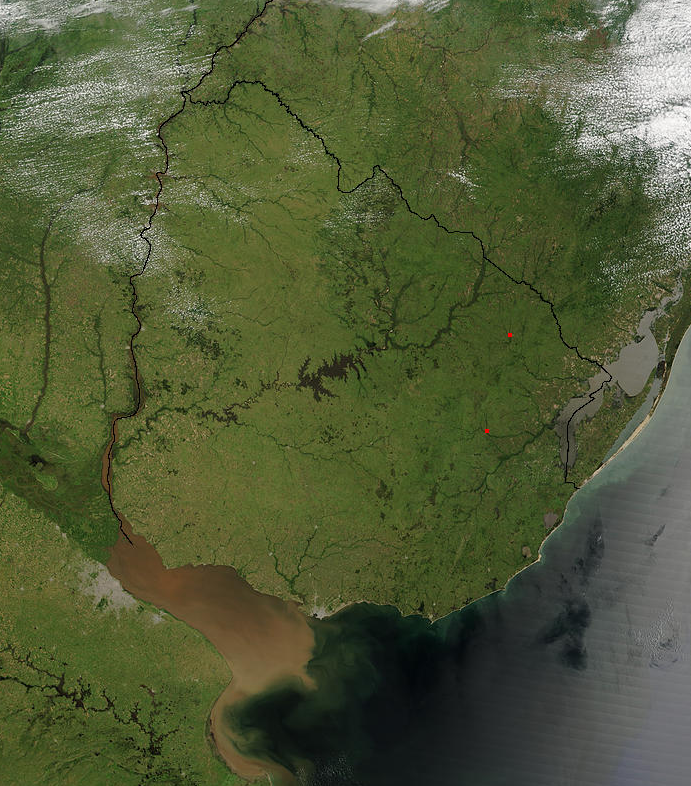
Satellitenbild von Uruguay

Ein Großteil der Fläche Uruguays gehört zur Ökoregion der Pampa, über den genauen Anteil gibt es unterschiedliche Angaben. In Uruguay wird sie auch Campo genannt und im Gegensatz zur völlig baumfreien Steppenlandschaft des südlich angrenzenden Argentiniens wird sie aufgrund eines Mosaikes aus „Waldinseln“ im subtropischen Grasland bisweilen eher mit einer Feuchtsavanne verglichen. Der Campo ist hüglig und setzt sich nordwärts nach Südost-Brasilien fort, wo er zu einer Hochebene ansteigt. Der Süden des Landes ist hingegen nahezu flach. Entlang des Río Uruguay gibt es ausgedehnte sumpfige Ebenen, die häufig überschwemmt werden.
Das Zentrum ist ein niedriges Tafelland, das in Hügelketten bis knapp über 500 m ansteigt. Schichtstufen und Härtlinge verleihen dem Land einen insgesamt hügeligen Charakter. Die Küste ist im Südosten durch flache Strandseen und Niederungen stark gegliedert. Im Norden ist das Land mit Hügelketten bedeckt, z. B. der Cuchilla de Haedo oder auch der Cuchilla Grande im Nordosten, die aber die Höhe von 500 m nur unwesentlich überschreiten. Die höchste Erhebung Uruguays ist der Cerro Catedral mit 514 m, weitere Erhebungen sind der Cerro de las Ánimas (501 m) und der Cerro Colorado (299 m). Der niedrigste Punkt liegt auf Meereshöhe. Insgesamt ist das Land sehr flach, nur zehn Prozent der Landesfläche liegen höher als 200 m. Der Boden ist generell fruchtbar und wird deshalb fast überall von der Landwirtschaft genutzt. Wälder machen mit etwa fünf Prozent nur einen geringen Teil der Landesfläche aus.

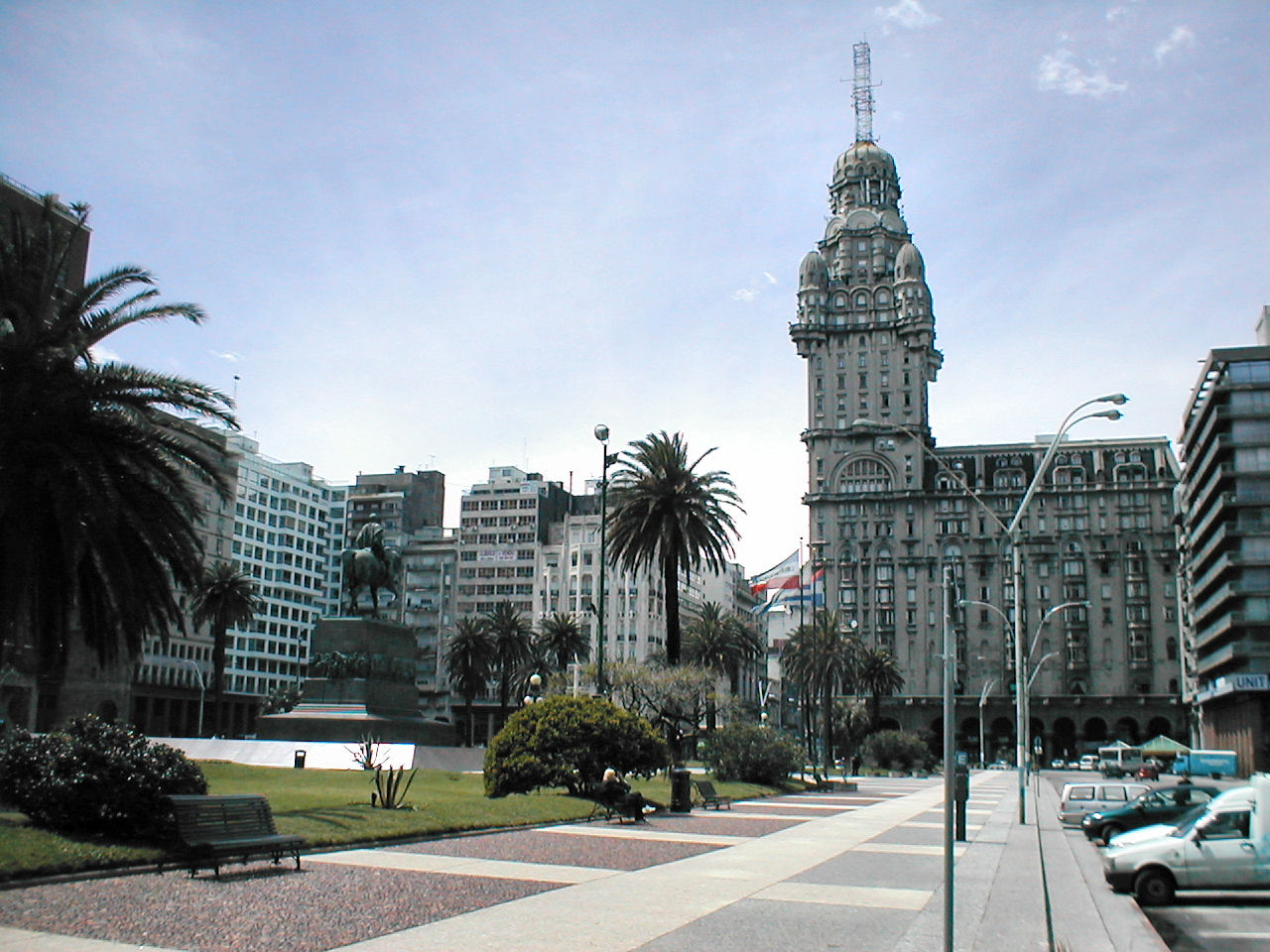
Zentrum von Montevideo

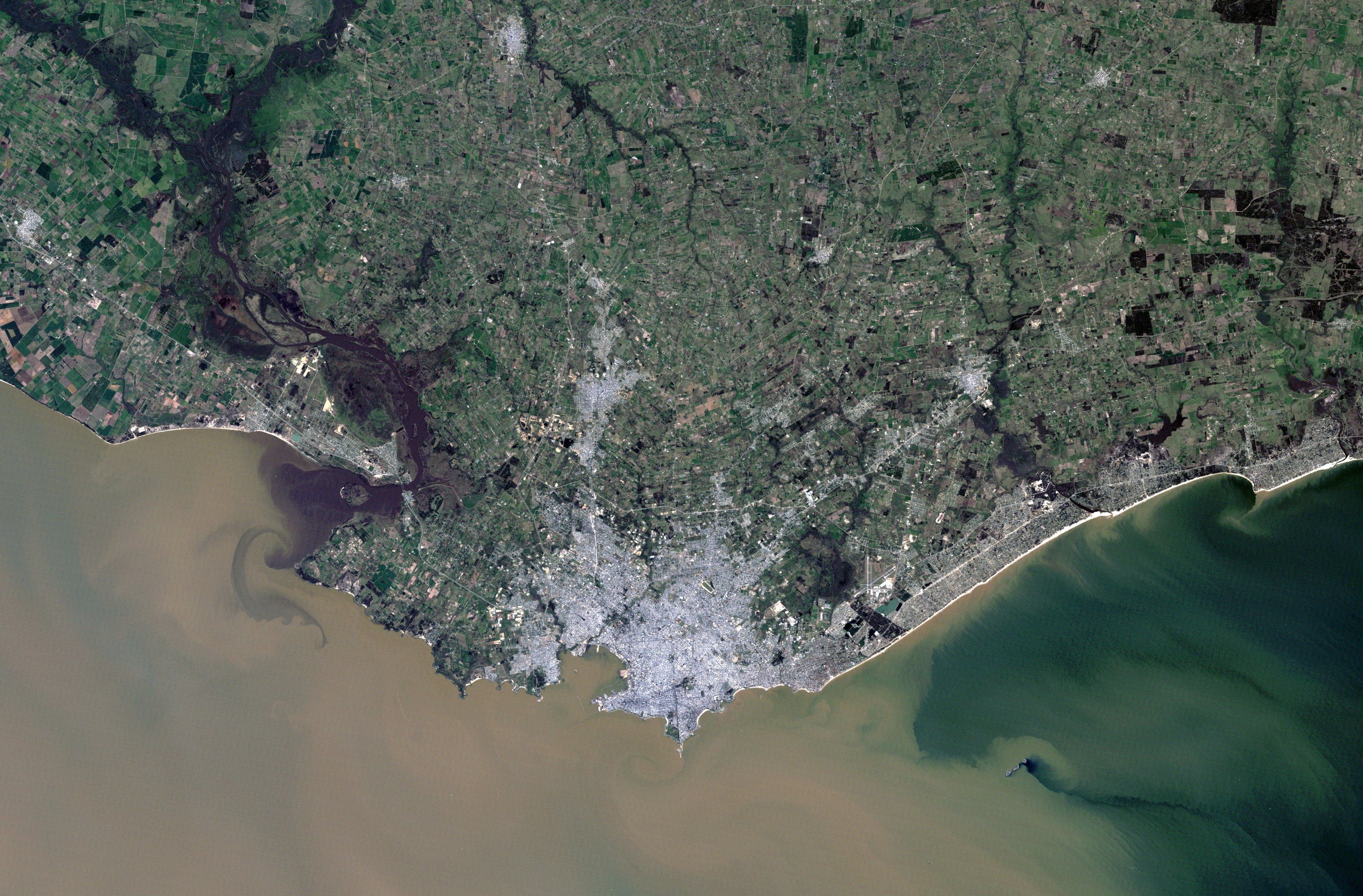
Satellitenbild von Montevideo

Montevideo, die Hauptstadt, ist mit knapp 1,5 Millionen (Ballungsraum: 1,97 Millionen) Einwohnern die einzige Millionenstadt sowie die wichtigste Hafenstadt des Landes. Dort konzentriert sich nicht nur etwa die Hälfte der Bevölkerung, sondern auch Industrie und Handel des Landes. Montevideo ist auch ein Zentrum der lateinamerikanischen Politik (Sitz von ALADI und des Sekretariats des Mercosur).
Um den Titel der – allerdings mit Abstand – zweitwichtigsten Stadt wetteifern die an der Grenze zu Argentinien am Río Uruguay gelegenen Städte Salto (104.028 Einw.) und Paysandú (76.429 Einw.). Beide Städte sind von der Agrarindustrie geprägt, Salto hat zudem Anteil am bedeutenden Wasserkraftwerk Salto Grande. Weitere Städte sind Las Piedras (71.268 Einw.), Rivera (64.485 Einw.), Maldonado (62.592 Einw.), Tacuarembó (54.757 Einw.) und Melo (51.830 Einw.).

Der bekannteste Badeort des Landes, Punta del Este, liegt etwa 140 km östlich von Montevideo. In den Hochsommermonaten Dezember bis Februar ist die Stadt Treffpunkt der mondänen südamerikanischen Welt, wenn die Einwohnerzahl von 30.000 auf über 200.000 Menschen anschwillt und internationale Segelregatten, Modeschauen und Marathonläufe stattfinden.

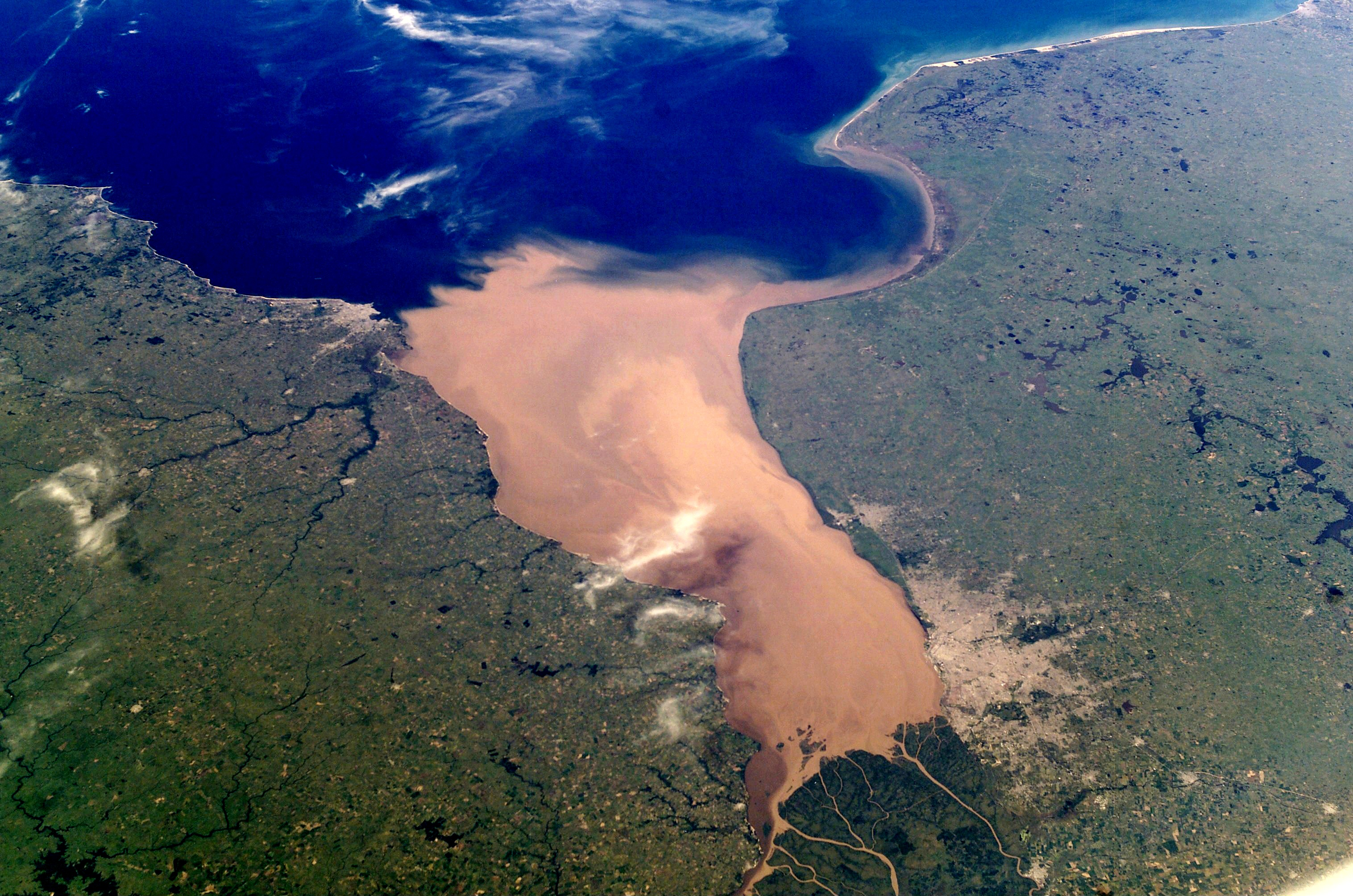
Río de la Plata

Das Land ist sehr wasserreich. Das Gewässernetz lässt sich in zwei große Becken unterteilen: das Innen- und das Atlantikbecken. Das Atlantikbecken wird durch relativ kurze Flüsse gespeist, die in das Meer münden. Es lässt sich seinerseits in zwei Becken unterteilen: das des Río de la Plata (im Westen) und das der Merin-Lagune (im Osten). Das Innenbecken besteht aus Wasserläufen, die in den Uruguay münden. Sein wasserreichster Nebenfluss, der Río Negro, durchfließt das Land von Ost nach West und bildet seinerseits ein großflächiges Becken.
Der größte Fluss ist der Río Uruguay, der insgesamt 1790 km lang ist, im südbrasilianischen Küstengebirge entspringt und zusammen mit dem Río de la Plata die Westgrenze des Landes bildet. Wichtigster Zufluss ist der Río Negro, der auf 750 km Uruguay von Nordost nach Südwest durchquert und in der Landesmitte zum 1140 Quadratkilometer großen See Rincón del Bonete aufgestaut ist. Dieser Stausee entstand durch die Errichtung des Staudamms am Río Negro zur Gewinnung von elektrischer Energie. Er liegt auf halber Strecke des Flusslaufes, hinter dem 1945 fertiggestellten Dr.-Gabriel-Terra-Damm.
Der Río de la Plata mündet in den Atlantik, am weltweit größten Mündungstrichter. Der Río Uruguay ist entlang der ganzen Westgrenze des Landes schiffbar. Er versorgt, wie auch die zwei großen Stauseen am Río Negro (Rincón del Bonete und Paso del Palmar) im Zentrum Uruguays, das gesamte Land mit Trinkwasser. Weitere wichtige Seen sind die Laguna Merín im Osten des Landes, der Embalse de Salto Grande (Fläche: 783 Quadratkilometer) am Río Uruguay und der Baygorria-Stausee am Río Negro. Zudem befinden sich an der südöstlichen Küste die Laguna del Sauce, die Laguna José Ignacio, die Laguna Garzón, die Laguna de Rocha, die Laguna de Castillos und die Laguna Negra.
Der Wasserreichtum Uruguays ist nicht nur oberirdisch zu finden. Der Acuífero Guaraní, der sich unter den Landflächen Uruguays, Nordargentiniens, Paraguays und Südbrasiliens erstreckt, enthält schätzungsweise 37.000 Kubikkilometer Grundwasser und ist damit eines der größten Süßwasser-Reservoirs überhaupt.
Nach einer Volksabstimmung im Oktober 2004 wurde das Recht auf Wasser in Uruguays Verfassung verankert. Diese musste geändert werden und fortan eine Garantie enthalten, dass der Zugang zu Trinkwasser und sanitären Einrichtungen ein grundlegendes Menschenrecht ist und vom Staat gewährleistet werden muss. Uruguay ist damit das erste Land der Welt, in dem das Recht auf Wasser durch ein Plebiszit Verfassungsrang erhielt.
Uruguay ist relativ arm an Bodenschätzen, verfügt über keine eigenen Erdölvorkommen, und auch Minerallagerstätten sind nur vereinzelt anzutreffen. Abgebaut werden aber verschiedene Massenrohstoffe wie Kalkstein für die Produktion von Zement, oder (besonders im Süden des Landes) Tone und tonreiche Schluffe für Ziegel. Neben Dolomit und Marmor wird insbesondere in den südöstlichen Departements auch der sogenannte „Schwarze Granit“ als Naturwerkstein abgebaut. Allerdings handelt es sich nur in der Antiklinale von Soca um echten Granit (mit porphyrischem Gefüge und einer dunklen, graugrünen Matrix). Ansonsten werden basische Ganggesteine, wie mittel- bis feinkörnige Dolerite und Mikrogabbros, unter diesem irreführenden Handelsnamen („Schwarzer Granit“) vermarktet.
Aus Pegmatitgängen in den Departamentos Colonia und Florida werden die Industrieminerale Feldspat, Beryll und Quarz gewonnen. Letzteres ist elementar für die Herstellung von Glas. In Blanquillo findet sich Kaolinit für Porzellan, bei Bañado de Medina auch Montmorillonit. Im Departamento Colonia wird Talk sogar unter Tage abgebaut; im Departamento Río Negro findet sich Gips. An der Küste des Departamento Rocha haben sich Seifenlagerstätten des wichtigen Titanerzes Ilmenit angereichert.
Im Nordosten des Landes finden sich ausgedehnte basaltische Lavadecken, deren Blasenräume oft mit Achat und Amethysten gefüllt sind. Jedoch nur im Departamento Artigas werden sie seit 1972 gewonnen und zu Schmuck verarbeitet.
Im Gebiet zwischen Minas und Pan de Azúcar (Lavalleja) finden sich einige kleine, meist unbedeutende Vorkommen von Blei- und Zinkerzen (untergeordnet auch Kupfer). Von diesen wurde La Oriental in den Jahren 1850 bis 1870 sowie von 1936 bis 1939 ausgebeutet. Die Eisenerze Magnetit und Hämatit sind an hochmetamorphes, in granitische Gneise eingeschaltetes Bändererz gebunden, die aber nur bei Valentines (Florida) abgebaut wurden. Weiteres (teilweise manganhaltiges) Bändererz findet sich in der Isla Cristalina de Rivera im Norden des Landes, wurde aber bisher noch nie genutzt. Allerdings befindet sich dort, bei Minas de Corrales, die einzige produzierende Goldmine des Landes.
Die oberste Fachbehörde für Geologie und Bergbau ist die Dirección Nacional de Minería y Geología im Ministerium für Industrie, Energie und Bergbau.

### Klima
Das Klima ist im Norden subtropisch, im Süden gemäßigt. In den Küstenregionen ähneln die Temperaturen den klimatischen Verhältnissen der Küstenregionen von Südfrankreich, Norditalien und Nordspanien, mit klar definierten thermischen Jahreszeiten. Die Jahresdurchschnittstemperatur liegt dort bei 16,5 °C. Der wärmste Monat ist der Januar mit etwa 22 °C, während der Juni der kühlste Monat ist, mit durchschnittlich 10 °C. Im Landesinneren liegt die Jahresmitteltemperatur etwas höher, hauptsächlich wegen der höheren Sommertemperaturen. Die absoluten Temperaturextreme in Montevideo liegen bei 43 °C und −5 °C, Frost kann dort – wenn auch selten – von Mai bis Oktober auftreten.
Im ganzen Land fällt Niederschlag das ganze Jahr über (Ostseitenklima), durchschnittlich 1.000 mm/Jahr, und bis zu 1.400 mm/Jahr in den feuchtesten Gebieten im Norden. Nur die Region um Punta del Este ist mit knapp unter 1.000 mm/Jahr etwas niederschlagsärmer. Das Winterhalbjahr ist bei insgesamt großer jahreszeitlicher Ausgeglichenheit generell etwas trockener als das Sommerhalbjahr, der feuchteste Monat ist der März. An etwa 100 Tagen im Jahr fällt in Montevideo messbarer Niederschlag. Die mittlere Jahressumme der Sonnenscheindauer liegt in Montevideo bei 2.800 Stunden. Die relative Luftfeuchtigkeit schwankt zwischen 70 und 75 Prozent landesweit, mit Spitzen von 80 Prozent im Juli und 65 Prozent im Januar. Es kommt recht häufig vor, dass die Luftfeuchtigkeit von 90 Prozent zum Sonnenaufgang auf 45 Prozent am Nachmittag fällt.
Im Winter wird das Land oft von sehr starken, kalten Südwestwinden heimgesucht, die als Pamperos bekannt sind und die Küstenregionen des Landes verwüsten. Kaltlufteinbrüche gehen meist mit Südostwinden, den sogenannten Sudestadas einher, die in der La-Plata-Region verbreitet Überschwemmungen verursachen können. Insgesamt überwiegen östliche bis nordöstliche Winde.
Obwohl die Niederschläge sich relativ gleichmäßig über das Jahr verteilen, sind immer wieder extreme Unregelmäßigkeiten zu beobachten. Es gab lange Trockenperioden wie 1891–1894, 1916–1917, 1942–1943, 1964–1965 und 1988–1989, andererseits waren die Jahre 1914, 1959, 1983 oder 1992 extrem regenreich. Da es keine Berge als natürliche Barrieren gibt, ist das Land sehr anfällig für rasche Wetteränderungen, speziell dann, wenn auf eine längere Trockenperiode heftige Regenfälle folgen.
In Uruguay ist die Klimakrise durch die globale Erwärmung inzwischen im Alltag der Menschen spürbar. So kam es im Frühjahr und Mai 2023 zu einer ausgeprägten Trockenzeit, die als „längste Trockenperiode in der Geschichte des Landes“ bezeichnet wurde. Das Trinkwasser im Großraum Montevideo wurde knapp und der wichtige Stausee Paso Severino war zu weniger als einem Zehntel gefüllt.
|                       | Jan  | Feb  | Mär  | Apr   | Mai  | Jun  | Jul  | Aug  | Sep  | Okt  | Nov  | Dez  |   |       |
| Mittl. Tagesmax. (°C) | 28,1 | 28,0 | 25,8 | 22,0  | 18,8 | 15,4 | 15,2 | 16,2 | 18,1 | 19,6 | 24,2 | 27,0 | ⌀ | 21,5  |
| Mittl. Tagesmin. (°C) | 17,3 | 17,3 | 15,7 | 12,2  | 9,5  | 7,7  | 6,9  | 6,9  | 8,8  | 10,8 | 13,5 | 15,7 | ⌀ | 11,8  |
|                       |      |      |      |       |      |      |      |      |      |      |      |      |   |       |
| Niederschlag (mm)     | 66,9 | 73,1 | 88,4 | 110,3 | 65,9 | 65,5 | 68,4 | 62,8 | 59,1 | 81,2 | 82,2 | 79,1 | Σ | 902,9 |
|                       |      |      |      |       |      |      |      |      |      |      |      |      |   |       |
| Sonnenstunden (h/d)   | 10,4 | 9,7  | 8,4  | 7,3   | 5,8  | 4,9  | 5,1  | 6,1  | 7,1  | 8,1  | 9,8  | 10,3 | ⌀ | 7,7   |
|                       |      |      |      |       |      |      |      |      |      |      |      |      |   |       |
| Regentage (d)         | 6    | 5    | 5    | 6     | 6    | 5    | 6    | 7    | 6    | 6    | 6    | 7    | Σ | 71    |
|                       |      |      |      |       |      |      |      |      |      |      |      |      |   |       |
| Wassertemperatur (°C) | 21   | 22   | 21   | 19    | 15   | 13   | 12   | 11   | 12   | 15   | 18   | 19   | ⌀ | 16,5  |

| 17,3 |

| 17,3 |

| 15,7 |

| 12,2 |

| 9,5 |

| 7,7 |

| 6,9 |

| 6,9 |

| 8,8 |

| 10,8 |

| 13,5 |

| 15,7 |

| 17,3 |

| 17,3 |

| 15,7 |

| 12,2 |

| 9,5 |

| 7,7 |

| 6,9 |

| 6,9 |

| 8,8 |

| 10,8 |

| 13,5 |

| 15,7 |

| N i e d e r s c h l a g | 66,9 | 73,1 | 88,4 | 110,3 | 65,9 | 65,5 | 68,4 | 62,8 | 59,1 | 81,2 | 82,2 | 79,1 |
|                         | Jan  | Feb  | Mär  | Apr   | Mai  | Jun  | Jul  | Aug  | Sep  | Okt  | Nov  | Dez  |

### Flora und Fauna
Die Vegetation Uruguays ist zum größten Teil durch die Pampa gekennzeichnet, die durch ausgedehnte Grasländer oder grasdominierte Steppen gekennzeichnet ist. Vor allem die Landschaften des Río de la Plata werden als eines der größten Gebiete mit gemäßigt feuchten und subhumiden Graslandschaften der Welt betrachtet, sie nehmen mehr als 60 % der Landesfläche von Uruguay ein. Die Zusammensetzung der Gräser und weiterer Pflanzen ist dabei stark abhängig von den regionalen Bodenbeschaffenheiten. In einer Studie mit Vegetationsaufnahmen in verschiedenen Regionen Uruguays konnten dabei fünf verschiedene Pflanzengemeinschaften mit 14 Untergemeinschaften ermittelt werden. Zwei dieser Graslandgemeinschaften beschränken sich auf die Basaltregion in Zentral- und Norduruguay und sind durch spärlich bewachsenes Grasland auf flachen Böden gekennzeichnet. Die anderen drei verteilen sich über das östliche Hügelland, das nordöstliche Sedimentbecken und die südliche Zentralregion und entsprechen dicht bewachsenem Grasland, das mit mittleren und tiefen Böden verbunden ist.
Zugleich ist aber auch die Anzahl der Baum- und Straucharten in der Flora des Landes größer als dies für eine reine Pampa-Region typisch wäre. Durch eine Analyse der Artenzusammensetzung vor allem der Baum- und Straucharten des Landes lässt sich entsprechend für Teile der uruguayischen Flora ein Übergangscharakter zwischen den Grasländern der Pampa und der waldgeprägten Chaco- und Río-Paraná-Region ausmachen. Die Waldstücke, meist am Unterlauf der Flüsse, nehmen heute insgesamt etwa 820.000 Hektar ein und entsprechen damit etwa vier Prozent des Staatsgebietes. In einer Inventarstudie zu Bäumen und Sträuchern in Uruguay wurden insgesamt 313 Holzpflanzenarten identifiziert, die sich auf 57 Familien und 125 Gattungen verteilen; die artenreichsten Familien waren dabei Hülsenfrüchtler (Fabaceae) mit 52 Arten, gefolgt von Korbblütlern (Asteraceae) mit 42, Myrtengewächsen (Myrtaceae) mit 26, Malvengewächse (Malvaceae) mit 19, Nachtschattengewächse (Solanaceae) mit 13 und Wolfsmilchgewächse (Euphorbiaceae) mit 11 Arten. Der größte Teil davon sind strauchige Gewächse, es sind jedoch auch zahlreiche Baumarten vorhanden. Für zahlreiche Arten dieser Regionen, die auch im Süden Brasiliens und im Nordosten Argentiniens vorkommen, stellt Uruguay dabei die südlichste und südöstlichste Verbreitungsgrenze dar. Zu den einheimischen Hartholzbäumen gehören unter anderem Lapacho, Carob, Quebracho, Jacaranda und Akazien. Andere Blütenpflanzen sind Mimosen und Kapokbäume. Palmen gedeihen im Südosten und in den Tälern der zentralen Region sowie im Norden Uruguays. In den Küstengebieten sind zum Schutz gegen das weitere Vordringen des Sandes Kiefern und Eukalyptusbäume angepflanzt worden. Die weit verbreiteten Zypressen, Eichen, Zedern, Maulbeer- und Magnolienbäume sind ebenfalls von außerhalb eingeführt worden.
Die Bestände von Pumas, Robben, Tapiren, Tschahas und Nandus sind heute stark zurückgegangen. Hirsche, Wildschweine, Otter (darunter die bis zu 2,20 m langen, vom Aussterben bedrohten Riesenfischotter), Füchse, Gürteltiere, Ameisenbären und verschiedene Nagetiere gehören zu den häufigsten Säugetieren. Unter den Vogelarten sind Geier, Kanincheneulen, Truthühner, Sittiche, Kardinäle, Kolibris, Schwäne (auch die sehr seltenen schwarzhalsigen Schwäne) und Wildenten erwähnenswert. Zur Reptilienfauna gehören Echsen, Schildkröten und Klapperschlangen. Das Verbreitungsgebiet der Kaimane ist auf den oberen Flusslauf des Uruguay beschränkt. Uruguay verfügt (nach Alaska) über die zweitgrößte Kolonie von Seehunden und Seelöwen, die auf der Isla de Lobos (= Robbeninsel, vor Punta del Este gelegen) beheimatet ist. Auch Wale und Delfine werden gesichtet; Haie auf hoher See, jedoch nie in Küstennähe.

## Bevölkerung
Die Einwohner Uruguays werden im Deutschen Uruguayer genannt. Der Uruguayer selbst bezeichnet sich als Uruguayo oder als Oriental.

### Demografie

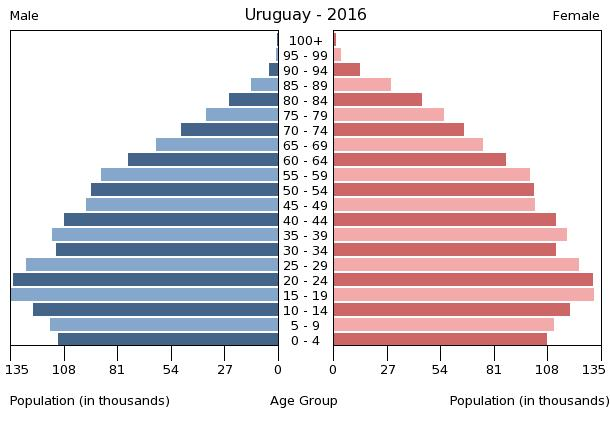
Bevölkerungspyramide Uruguay 2016: Uruguay hat eine der ältesten Bevölkerungen in Lateinamerika

Uruguay hatte 2023 3.444.263 Einwohner, davon 52 % Frauen. Damit ist die Einwohnerzahl seit der letzten Zählung 2011 fast gleich geblieben. Seit 2021 liegt die Zahl der Todesfälle über der Zahl der Geburten.
Die Anzahl der Geburten pro Frau lag 2022 statistisch bei 1,5, die der Region Lateinamerika und die Karibik betrug 1,8. Die Lebenserwartung der Einwohner Uruguays ab der Geburt lag 2022 bei 78 Jahren. Der Median des Alters der Bevölkerung lag im Jahr 2021 bei 35,2 Jahren. Im Jahr 2023 waren 18,7 Prozent der Bevölkerung unter 15 Jahre, während der Anteil der über 64-Jährigen 15,8 Prozent der Bevölkerung betrug.
 Historische Bevölkerungsentwicklung 

Bevölkerungsentwicklung in Uruguay von 1961 bis 2011; Zahl der Einwohner in Tausend

Während 1796 rund 31.000 Menschen in Uruguay (davon 15.245 in Montevideo) lebten, zählte man 1852 bereits zwischen 130.000 und 140.000 Einwohner im Staatsgebiet. Der Anstieg der Einwohnerzahl setzte sich bis 1880 auf rund 400.000 (davon 100.000 in Montevideo) fort. Die Bevölkerung durchbrach die Millionengrenze erstmals im Jahre 1905. Schon 1937 zählte Uruguay mehr als zwei Millionen Einwohner. 2011 betrug die Gesamteinwohnerzahl des Landes 3.412.636.
Verstärkte neuere europäische Einwanderung in Uruguay setzte etwa Mitte des 19. Jahrhunderts zur Zeit des 1861 beginnenden Bürgerkriegs in Nordamerika ein. Anders als im Nachbarstaat Argentinien ging von Seiten Uruguays jedoch keine aktive Anwerbung von Einwanderern aus. Lediglich erließ man zu jener Zeit ein Gesetz, das die Förderung der „materiellen und moralischen Wohlfahrt des Landes“ mittels Einwanderung von Landwirten bezweckte, und gründete 1865 auch ein Einwanderungsamt. In der Bevölkerung überwog jedoch eher die Gleichgültigkeit statt eines Rückhalts solchen Bestrebungen gegenüber. In Zeiten der Weltwirtschaftskrise erschwerte man zum Schutz der von Einheimischen besetzten Arbeitsplätze ab 1930 sogar die Einwanderung durch den Erlass von Vorschriften. Nach dem Zweiten Weltkrieg beschränkte man die Erteilung von Einwanderungserlaubnissen auf bestimmte Berufsgruppen. Dennoch erzielte Uruguay ab den 1830er Jahren bis Ende der 1950er Jahre einen Überschuss von rund 800.000 Menschen aus Migrationsbewegungen, davon ca. 650.000 in der Zeit von 1836 bis 1926. Der am stärksten frequentierte Einwanderungszeitraum war dabei die letzte Dekade vor Ausbruch des Ersten Weltkrieges. Auch die Jahre 1873, 1889 und 1913 sorgten mit einem Einwanderungsüberschuss von 24.339, 27.349 und 28.504 für statistische Höchstwerte.

### Bevölkerungsstruktur
Im Jahr 2023 lebten 96 Prozent der Einwohner Uruguays in Städten. davon über 40 Prozent in der Hauptstadt Montevideo (fast 1,5 Millionen). In Montevideo und der Südhälfte des Landes leben sogar rund 75 Prozent der Gesamtbevölkerung.
Ethnisch setzt sich die Bevölkerung aus Nachkommen europäischer Einwanderer (88 Prozent), Mestizen (8 Prozent) und Nachkommen afrikanischer Sklaven (4 Prozent), die hinsichtlich Uruguay je nach Quellenlage überwiegend aus dem Gebiet des heutigen Angola oder den Bantu-Gebieten Ost- und Zentralafrikas und dem Senegal, Guinea, Gambia, Sierra Leone sowie dem heutigen Ghana stammten, zusammen.
Die europäischen Einwanderer kamen aus Spanien und zu einem großen Teil auch aus Italien, darüber hinaus auch aus Kroatien sowie deutschsprachigen Ländern. Die indigene, Guaraní sprechenden Bevölkerung (Charrúas, Guanaes, Yaros, Chanaes), die als Jäger und Sammler lebten, sind ab Mitte des 18. Jahrhunderts innerhalb weniger Jahrzehnte ausgerottet worden.
Im Rahmen der neueren europäischen Einwanderung zur Mitte des 19. Jahrhunderts setzte sich der Immigrantenanteil bezüglich der Herkunft wie folgt zusammen:
Nachdem Ende der 1850er-Jahre zunächst Waldenser ins Land gekommen waren, waren die Schweizer in den Jahren 1861 bis 1863 vertreten. In der Folgezeit gewann der Zustrom von Italienern und hier insbesondere von Neapolitanern aus den unteren Gesellschaftsschichten an Bedeutung. Von 1866 bis 1868 lag der italienische Anteil an der Einwanderung bei etwa 50 Prozent. Jedoch handelte es sich dabei in großen Teilen zunächst um Pendelwanderungen. Dies bedeutet, dass die Einwanderer als Saisonarbeiter (golondrinas) zur Erntehilfe kamen, deren Rückkehr nach Europa dann zur Begleitung von Viehtransporten erfolgte. Verstärkt traten die Italiener im städtischen Handel und insbesondere in Montevideo in Erscheinung. Der Anteil italienischer Kolonisten dagegen war gering. Mit der zweiten starken Einwanderungswelle von 1880 bis 1913 kamen dann verstärkt Landarbeiter und Kolonisten mit Siedlungsbereitschaft nach Uruguay. Auch hier spielten Italiener eine bedeutende Rolle, die beispielsweise im Zeitraum von 1890 bis 1894 42,6 % aller Einwanderer stellten, gefolgt von den Spaniern (17,7 %). Der Zustrom Deutschsprachiger war mit 3,2 % in diesem Zeitraum vergleichsweise gering. Hinsichtlich der Bevölkerungszusammensetzung in Uruguay ging man für das Jahr 1930 beispielsweise von geschätzten 65.000 Italienern aus, was einen 3,5%igen Anteil an der Gesamt-Bevölkerung bedeutete. Die Zahl der Deutschstämmigen im Lande wurde Anfang der 1960er Jahre auf rund 15.000 geschätzt.
In der zweiten Hälfte des 20. Jahrhunderts kamen Einwanderer auch aus den Nachbarstaaten Brasilien und Argentinien, wobei die hauptsächlichen Gründe für die Emigration die repressiven Regimes und die schlechte Wirtschaftslage der beiden Ländern waren.
Sozioökonomisch ist Uruguay eines der lateinamerikanischen Länder mit dem größten Anteil der Mittelklasse an der Bevölkerung. Ein weitgehend europäisch beeinflusster Wohlfahrtsstaat sorgte bis Anfang der 1960er Jahre für einen relativ ausgeglichenen Lebensstandard, danach ging die Schere zwischen Arm und Reich weiter auseinander.
Obwohl Migranten eine wichtige Rolle in der Geschichte Uruguays spielten, waren 2017 nur noch 2,3 % der Bevölkerung im Ausland geboren. Die größten Gruppen davon kamen aus Argentinien (30.000 Personen), Spanien (20.000) und Brasilien (10.000).
In Uruguay besteht ein Goethe-Institut mit profiliertem Veranstaltungsprogramm und Deutschkursen. Die Deutsche Schule Montevideo ist eine Begegnungsschule (einschließlich Kindergarten), die seit über 150 Jahren besteht und heute von rund 1200 Schülern besucht wird. Wichtige Faktoren in den kulturellen Beziehungen sind darüber hinaus die Vereinigung ehemaliger Stipendiaten, Konzerte deutscher Orchester und Musiker; kleine deutschsprachige Schulen der Mennoniten im Landesinnern; die Waldorfschule in Montevideo und deutsche Klubs. Ein Kulturabkommen ist seit 8. Mai 1989 in Kraft. Die 1964 gegründete Casa Bertolt Brecht widmet sich dem Kulturaustausch und bietet auch deutsche Sprachkurse an.

### Sprachen
Artikel 40 des Allgemeinen Bildungsgesetzes (Ley General de Educación) bestimmt uruguayisches Spanisch, uruguayisches Portugiesisch und die uruguayische Gebärdensprache zu den drei „im Land existierenden Muttersprachen“ (lenguas maternas existentes en el país). De jure verfügt Uruguay über keine Amtssprache, doch wird de facto Spanisch als landesweite Amtssprache gehandhabt.
Die spanische Umgangssprache wird als Río-de-la-Plata-Dialekt bezeichnet. Sie weist einige besondere Eigenschaften in der Grammatik auf und weicht aufgrund des großen Einflusses der Einwanderer aus Italien in der Aussprache stark vom Spanischen ab. Die Sprache klingt dadurch in Uruguay wesentlich ruhiger und weicher als das iberische Spanisch. In der gesamten Nordhälfte des Landes, vor allem im Grenzgebiet zu Brasilien, ist der Einfluss des portugiesischsprachigen Nachbarlandes deutlich spürbar. Hier ist die Mischsprache Portuñol (auch Portuñol riverense) entstanden und verbreitet. Auch generell ist ein starker Einfluss des Portugiesischen auf das uruguayische Spanisch festzustellen und macht sich in der Aussprache, in einer leicht veränderten Grammatik und im Vokabular bemerkbar. Aufgrund der Einwanderung haben auch noch Italienisch und Französisch eine gewisse Verbreitung in Uruguay.
Indigene Sprachen sind in Uruguay nicht mehr präsent und gelten als ausgestorben, obwohl ein großer Anteil der Bevölkerung indigene Vorfahren hat. Vor allem Guaraní, die Sprache des vor allem im 18. Jahrhundert sehr häufigen gleichnamigen Volkes spielte eine zentrale Rolle. Sie machten zwischen 1770 und 1780 etwa die Hälfte der Bevölkerung Uruguays aus und ihre Sprache war im 19. Jahrhundert teilweise die am häufigsten gesprochene Sprache des Landes. Später wurde das Guaraní durch Spanisch vollständig ersetzt, hat allerdings das in Uruguay gesprochene Spanisch vor allem in Form von Lehnwörtern, Namen und Ortsbezeichnungen teilweise mitgeprägt. So stammen neben der Landesbezeichnung „Uruguay“ auch zahlreiche Ortsnamen aus dem Guaraní.

### Religion
Uruguay war zu Beginn des 20. Jahrhunderts einer der ersten laizistischen Staaten der Region. Seit 1916 herrscht Trennung zwischen Kirche und Staat, die Glaubensfreiheit ist in der Verfassung festgeschrieben.
Die römisch-katholische Kirche als Institution hat – untypisch für Lateinamerika – relativ wenig Einfluss in der Gesellschaft. Der Nationalheilige Uruguays ist Jakobus, Sohn des Alphäus. Nach Angaben des Instituto Nacional de Estadística von 2006 bekannten sich 47,1 % der Bevölkerung zum katholischen Glauben, 23,2 % waren konfessionslose Gläubige, 11,1 % waren nicht-katholische Christen, 0,3 % waren jüdischen Glaubens, 0,6 % vertraten die Umbanda-Religion oder andere afroamerikanische Religionen, 17,2 % waren Atheisten oder Agnostiker und 0,4 % gehörten anderen Religionen an. Etwa die Hälfte der Bevölkerung übt die Religion nicht aus. Neuere Umfragen von 2023 deuteten hin auf eine Mehrheit von 47 Prozent der Uruguayaner, welche sich keiner Religion zugehörig fühlten, während sich noch 36 Prozent als katholisch bezeichneten. Laut einer Reportage im Jahr 2025 sei zudem der Glaube derart Privatsache, dass darüber keine offiziellen Daten existierten.

### Bildungssystem

#### Schulsystem

Bildungsniveau der erwerbstätigen Bevölkerung

1877 wurde die allgemeine Schulpflicht eingeführt.
Uruguay hat mit 98 Prozent eine der höchsten Alphabetisierungsraten Südamerikas. Außerdem liegt der Anteil derjenigen, die einen höheren Bildungsweg einschlagen, um 50 % höher als im Durchschnitt von Lateinamerika. Dies geht auf die neunjährige Schulpflicht vom 6. bis zum 14. Lebensjahr zurück. Das Schulsystem ist dreistufig: Im Alter von 6 bis 12 Jahren gibt es eine Grundschulausbildung. Zwischen 12 und 15 Jahren gehen die Schüler in die Sekundarstufe, wobei Schüler, die in den staatlichen Examen gut abschneiden, das Recht erhalten, in die „diversifizierte Sekundarstufe“ einzusteigen, wo sie ein bachillerado ablegen können, das dem Abitur entspricht und zum Universitätsstudium berechtigt. Die Schüler können auch die technische Sekundarstufe besuchen, um ein technisches Bakkalaureat zu erwerben. Uruguay gehört zu den wenigen Ländern, in denen der Schulbesuch sowie der von Hochschulen und weiterführenden Bildungseinrichtungen unentgeltlich sind. Dies ist bereits seit den Reformen José Batlle y Ordóñez’ zu Beginn des 20. Jahrhunderts der Fall. Uruguay soll das erste Land der Welt sein, das jedem Kind einen Laptop XO-1 der Initiative „One Laptop Per Child“ zur Verfügung stellt. Über 380.000 solcher Laptops seien bis zum September 2009 den Kindern übergeben worden. In Uruguay heißt die Initiative Plan Ceibal und hat die Verbesserung und Verbreitung der Bildung zum Ziel. Alle Kinder und Lehrer, die öffentliche Schulen besuchen, sollen durch diese Initiative einen Laptop, auch Ceibalita genannt, bekommen. Dies soll auch den Zugang zu aktuellen Informationen und Nachrichten im Landesinneren ermöglichen.

#### Fremdsprachen im Bildungswesen
An uruguayischen Schulen besteht seit Mitte des 19. Jahrhunderts die Möglichkeit, Fremdsprachen zu erlernen. Neben Latein war zunächst Französischunterricht im Bildungswesen etabliert. In der Folgezeit wurde auch Englisch und ab 1906 Italienisch innerhalb des uruguayischen Bildungssystems vermittelt. Während sich die Fremdsprachenausbildung, in der die französische Sprache zu dieser Zeit dominierte, zunächst auf den Bereich der Sekundarschulen erstreckte, änderte sich dies im Laufe des 20. Jahrhunderts infolge mehrerer durchgeführter Reformen. Sowohl die Gewichtung der einzelnen Sprachen, die optionale oder verpflichtende Vermittlung, als auch ihre Unterrichtung bereits in der Primarstufe waren Gegenstand dieser Änderungen. Deutsch etwa, das teilweise auch innerhalb des uruguayischen Bildungssystems vermittelt wurde, spielte seit der Schulreform 1976 zunächst keine Rolle mehr, wurde aber im Rahmen eines Pilotprojektes zwischen 1989 und 1995 erneut an einigen Gymnasien Montevideos angeboten. Mit der Schulreform aus dem Jahre 1996 erfolgte die Bestimmung der englischen Sprache zum sechsjährigen Pflichtfach ab dem ersten Jahr der Sekundarstufe, dem sogenannten Ciclo Básico. Alle anderen Fremdsprachen wurden als Wahlfächer zur Vermittlung in Sprachzentren aus den Schulen ausgelagert. Dort ist der Erwerb eines Diploms nach vorgesehener dreijähriger Ausbildung mit jeweils zwei 90-minütigen wöchentlichen Unterrichtseinheiten möglich. Ende der 1990er Jahre existierten vier dieser Sprachzentren in Montevideo und fünf im restlichen Uruguay. Aus der dem 1991 abgeschlossenen Mercosur-Abkommen der Nachbarländer Argentinien, Brasilien, Paraguay und Uruguay entstammenden Verpflichtung der schulischen Sprachvermittlung der Sprachen der Bündnispartner folgend, ist seit 1998 auch die Möglichkeit gegeben, das Brasilianisch-Portugiesische als schulisches Wahlfach zu belegen. Ende der 1990er-Jahre wurde diese Sprache innerhalb der fremdsprachlichen Wahlfächer von den uruguayischen Schülern bevorzugt.

#### Universitäten
Unter den Hochschulen sind die 1849 gegründete Universidad de la República, die Universidad Católica del Uruguay Damaso A. Larranaga sowie die Universidad ORT Uruguay erwähnenswert. Für jene mit technischem Bakkalaureat gibt es die Universidad del Trabajo, kurz UTU genannt. Des Weiteren gibt es etwa 40 pädagogische Hochschulen.

#### Bibliothekswesen
Alle bedeutenden Bibliotheken befinden sich in der Hauptstadt Montevideo. Die Nationalbibliothek und vor allem die Bibliothek des Nationalen Geschichtsmuseums sind bekannt für ihre Sammlungen von Gravuren und Briefen. Weitere wichtige Bibliotheken sind die Bibliothek des Nationalkongresses und das Staatsarchiv.

## Geschichte

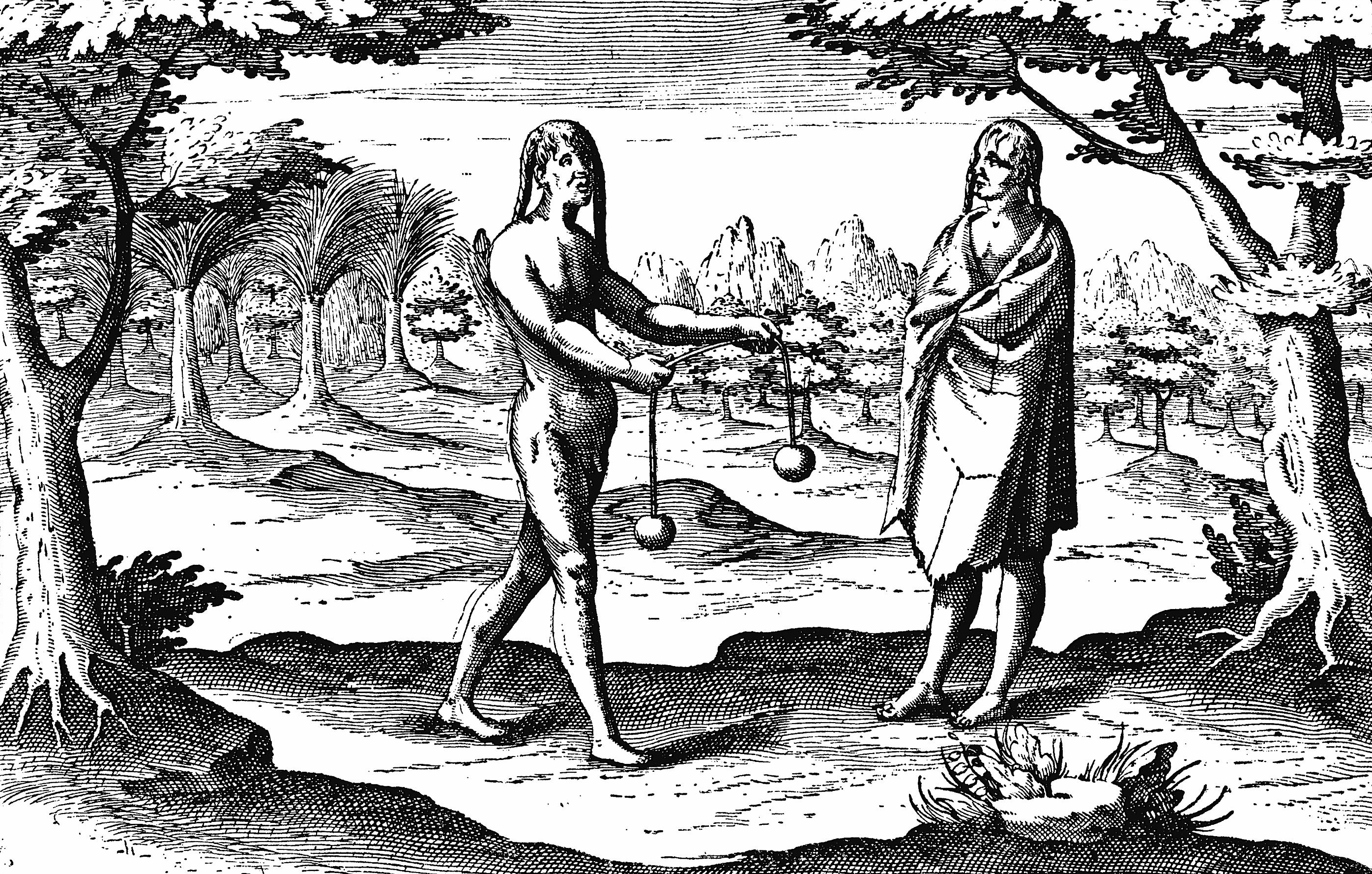
Indigene am Río de la Plata von Hendrick Ottsen, 1603

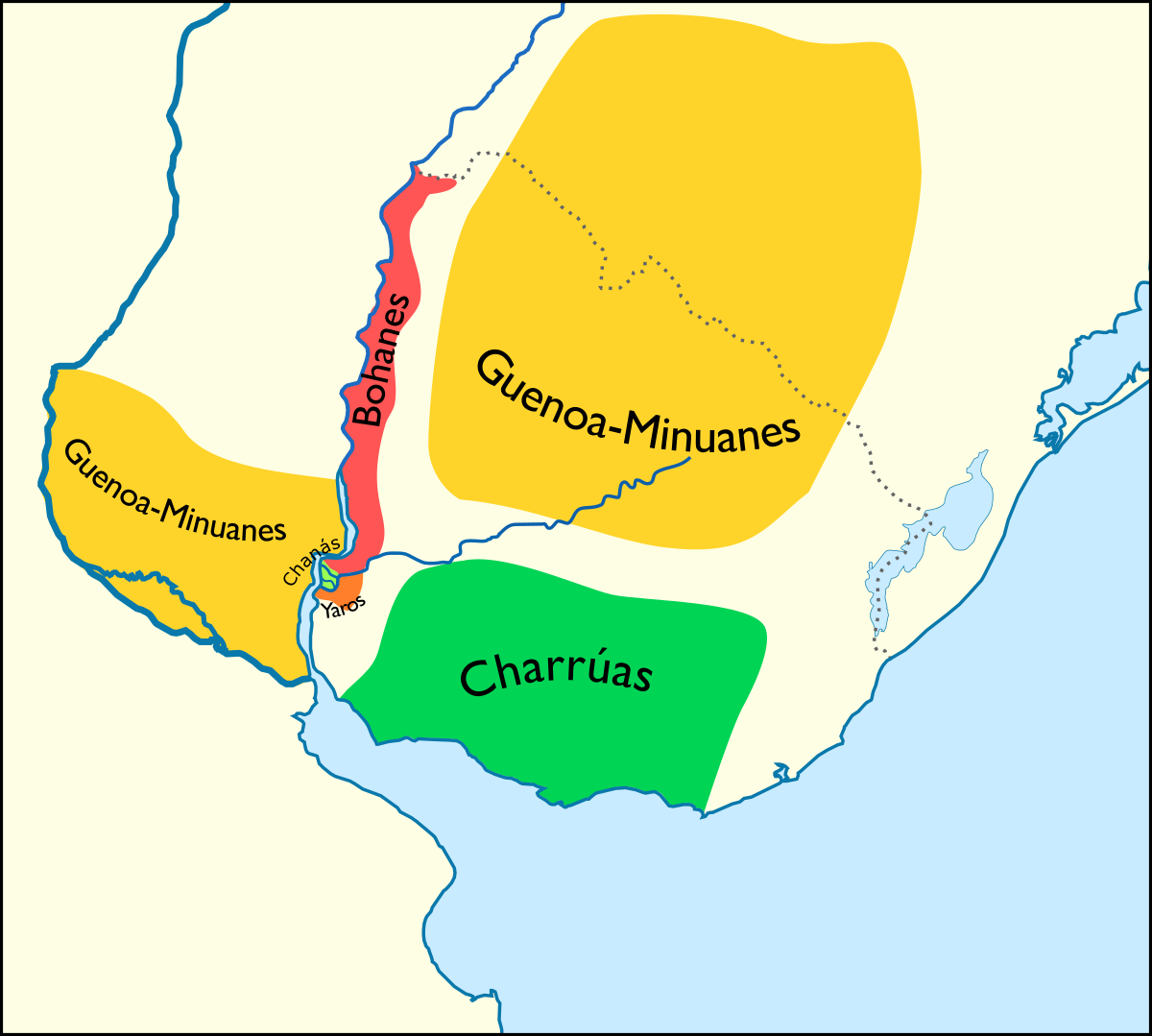
Karte der ursprünglichen Sprachgemeinschaften am Río Uruguay

Es wird vermutet, dass das Gebiet des heutigen Uruguay seit etwa 7000 v. Chr. durch Menschen besiedelt wurde, die nomadisch in kleinen Gruppen lebten. Das erste Volk, das sich als solches herauskristallisierte, waren die Charrúas.
Um 1516 erkundeten die Spanier das Land. Die erste ständige Ansiedlung auf dem Gebiet des heutigen Uruguay wurde 1624 von den Spaniern in Soriano (am Río Negro) gegründet. Die nächsten Jahre waren ein ständiger Kampf gegen die Portugiesen, die das Gebiet ebenfalls beanspruchten. 1726 wurde Montevideo gegründet.
Das frühe 19. Jahrhundert war vor allem von Kämpfen gegen die Argentinier und Brasilianer geprägt, die das Land annektieren wollten. Außerdem wurden in dieser Zeit die letzten Charrúas getötet. Während des 19. Jahrhunderts galt in Uruguay ein beschränktes Männerwahlrecht.

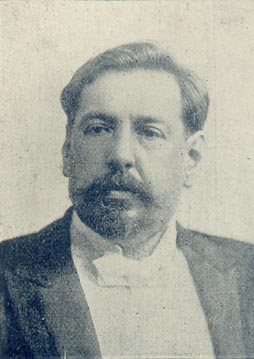
José Batlle y Ordóñez 1900

Nachdem das Land unabhängig geworden war, begann eine Zeit der Bürgerkriege zwischen den Colorados unter José Fructuoso Rivera und den Blancos unter Manuel Oribe. Als 1864 die mit Paraguay verbündete Blanco-Regierung Uruguays von den Colorados unter Mithilfe Brasiliens gestürzt worden war, erklärte Paraguays Präsident Francisco Solano López Brasilien den Krieg. Das Ergebnis war der „Tripel-Allianz-Krieg“ (Guerra de la Triple Alianza), der fünf Jahre später mit einer Niederlage Paraguays endete. Gleichzeitig zu diesen Entwicklungen gab es einen großen Strom von Immigranten, vor allem aus Europa, die sich in Uruguay niederließen. Es kam zu einer Modernisierung des Agrarsektors und mit Hilfe europäischen Kapitals einer Verbesserung der Infrastruktur, insbesondere des Verkehrs- und Dienstleistungssektors.

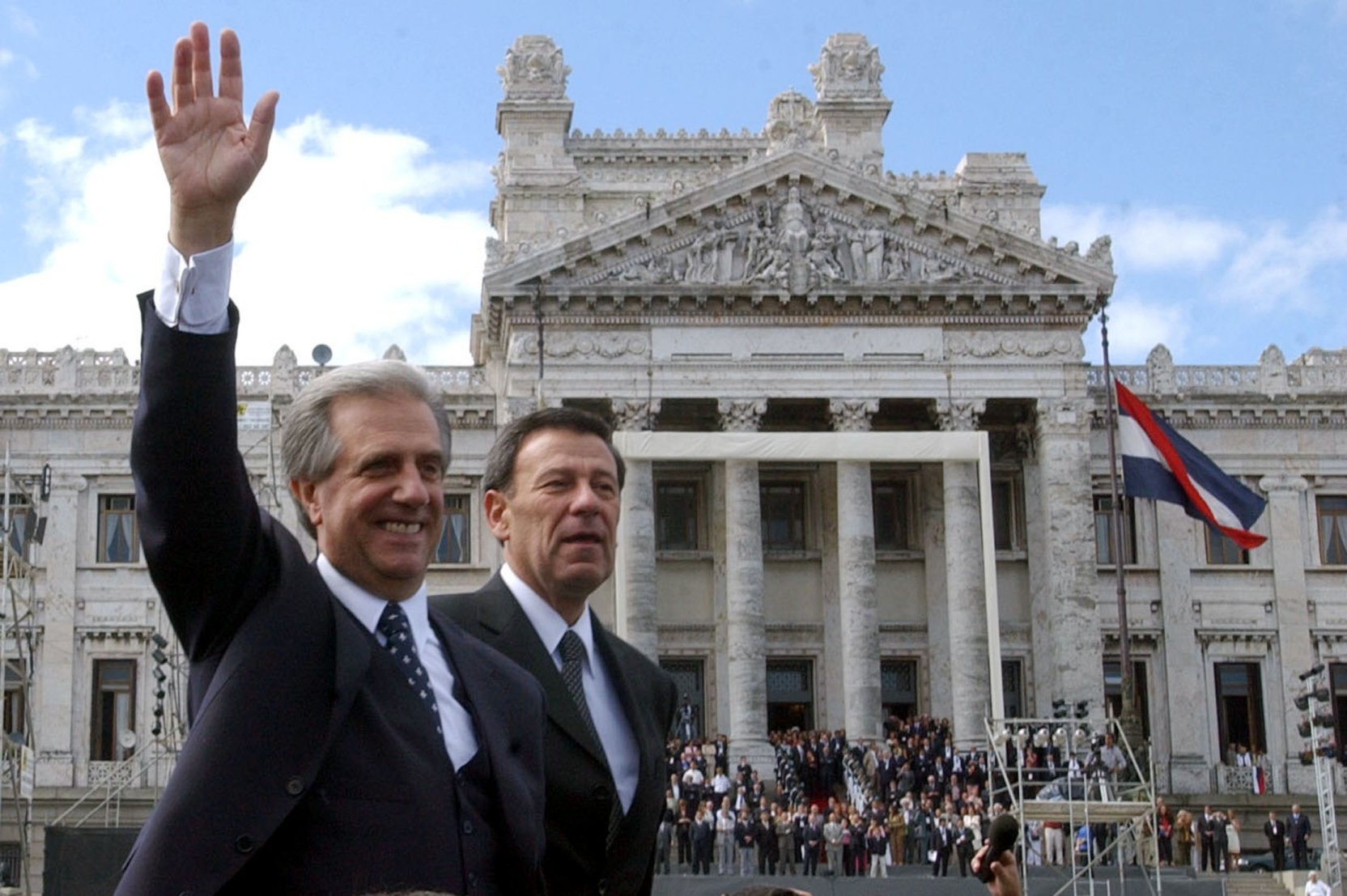
Tabaré Vázquez und sein Vizepräsident, Rodolfo Nin Novoa

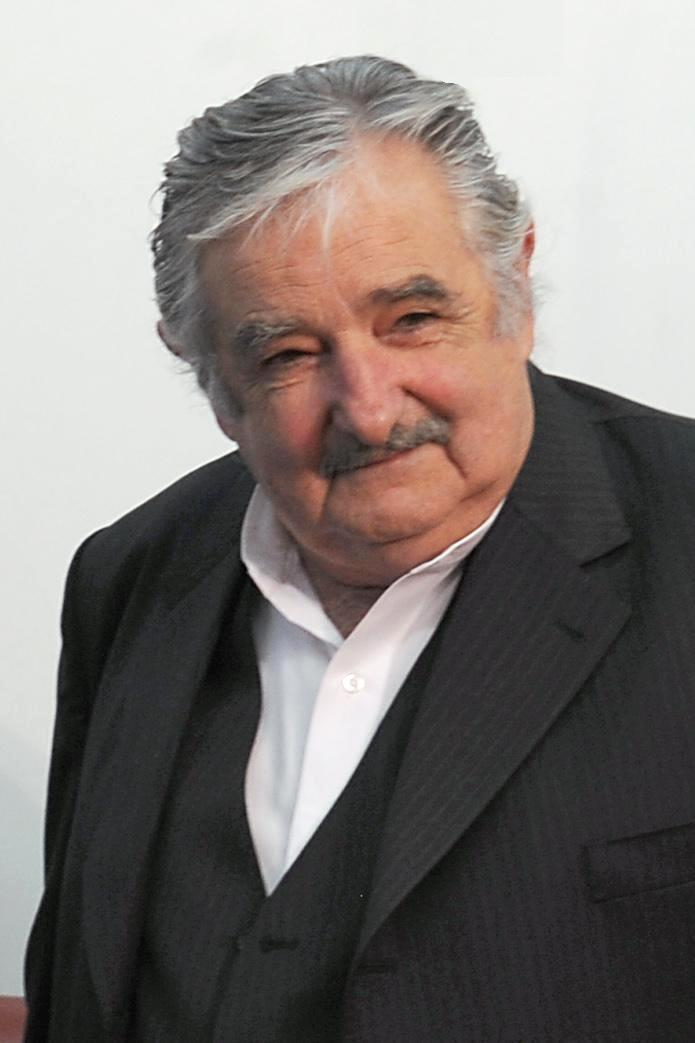
José Mujica, 34. verfassungsmäßiger Präsident der Republik Östlich des Uruguay (2009)

Das 20. Jahrhundert begann mit einer Phase der Demokratisierung und Prosperität. Politisch wichtigster Mann war José Batlle y Ordóñez, der während seiner Präsidentschaft von 1911 bis 1915 den uruguayischen Sozialstaat schuf.
Auf lokaler Ebene fand in Uruguay die erste Wahlausübung einer Frau in Südamerika überhaupt statt: Die Volksabstimmung in der Stadt Cerro Chato, 1927. Im Zuge der Verfassungsänderung von 1932 verabschiedeten beide Parlamentskammern mit einer Zweidrittelmehrheit das aktive und passive Frauenwahlrecht. Die Debatte in der Abgeordnetenkammer im Oktober 1932 wurde zu einer Art Wettbewerb zwischen den politischen Führern, die einander und der Nation ihren langjährigen Glauben an das Frauenwahlrecht demonstrierten. Der Senat nahm das Frauenwahlrecht ohne Debatte an. Es wurde am 16. Dezember 1932 eingeführt. In der Verfassung von 1934 ist das allgemeine Wahlrecht für alle Uruguayer und Uruguayerinnen über 18 Jahre verbrieft. Sechs Jahre nach dem Erhalt des allgemeinen Wahlrechts, bei den Wahlen von 1938, durften Frauen ihr Stimmrecht zum ersten Mal ausüben. Erst nach der Reform des Zivilgesetzbuches von 1946 konnten Frauen in den Kongress gewählt werden.
Ab 1959 kam es zu großen wirtschaftlichen Problemen, die dazu führten, dass sich eine Stadtguerilla gründete, die unter der Bezeichnung Tupamaros bekannt wurde. Am 27. Juni 1973, inmitten einer Wirtschaftskrise mit hoher Inflation, entschloss sich das Militär zur Schließung des Kongresses und zur Übernahme der Macht (→ Staatsstreich in Uruguay 1973). Erst zwölf Jahre später kehrte das Land zur Demokratie zurück, als im Februar 1985 Präsidentschaftswahlen stattfanden. Der Wahlsieger war Julio María Sanguinetti von den Colorados.
Am 31. Oktober 2004 wurde mit Tabaré Vázquez der erste Präsident seit über 150 Jahren gewählt, der weder der Partido Nacional noch der Partido Colorado angehört. Vom 1. März 2005 bis zum 1. März 2010 war er im Amt. Von 2010 bis 2015 war José Mujica, genannt „El Pepe“ Präsident Uruguays, der wegen seiner politischen Tätigkeit bei den Tupamaros vierzehn Jahre im Gefängnis verbracht hatte und durch seinen bescheidenen Lebensstil auffiel.

## Politik
Mit der Verfassung von 1967 wurde eine demokratische, rechtsstaatliche Präsidialrepublik verankert. Der Staatsaufbau ist zentralistisch, die 19 Provinzen (Departamentos) haben nur eine geringe Selbstverwaltung. Jedoch verfügt jedes Departamento über ein Junta Departamental genanntes, aus jeweils 31 Abgeordneten (Ediles) bestehendes, Parlament als Legislativ-Organ. Dieses wird ebenso wie der die Exekutive leitende Intendente eines jeden Departamentos im Fünf-Jahres-Turnus per Direktwahl gewählt.
Die Hauptstadt Montevideo, in der knapp die Hälfte der Uruguayer lebt, dominiert das wirtschaftliche und kulturelle Geschehen. Uruguay ist eine parlamentarische Demokratie, in der Parteienpluralismus herrscht.

### Politisches System

#### Verfassung
Die Verfassung von Uruguay hat die Verfassung Spaniens zum Vorbild, wurde am 27. November 1966 verabschiedet und trat im Februar 1967 in Kraft. Am 27. Juni 1973 setzte die Militärregierung die Verfassung außer Kraft, sie scheiterte jedoch mit der Durchsetzung einer neuen Verfassung per Referendum am 30. November 1980. Seitdem gab es zwei Verfassungsänderungen, die jeweils durch Plebiszit angenommen wurden, und zwar am 26. November 1989 und am 7. Januar 1997.
Die Verfassung ist in 332 Artikel in 19 Sektionen gegliedert, dazu kommt eine Spezialsektion, die Übergangs- und Ausnahmeperioden (Disposiciones transitorias y especiales) regelt.
Wichtige Eckpunkte der Verfassung sind:
- Souveränität (Soberanía): Uruguay ist ein Einheitsstaat, der von keiner ausländischen Macht abhängt, pazifistisch ist und sich in die Organisationen von Lateinamerika (speziell wirtschaftlicher Natur) einbringt. Es herrscht Laizismus (Laicismo).
- Rechte und Pflichten (Derechos y Deberes): Alle Bürger sind frei, haben die Pflicht zu wählen (ab 18 Jahren) und haben Recht auf Ehre, Freiheit, Sicherheit, Arbeit und Privateigentum (honor, libertad, seguridad, trabajo y propiedad). Alle Bürger sind vor dem Recht gleich. Es herrscht Presse-, Versammlungs- und Redefreiheit.
- Staatsbürgerschaft (Ciudadanía): Jeder, der auf dem Gebiet Uruguays geboren wird, bekommt die Staatsbürgerschaft Uruguays. Jede Familie, die seit mehr als drei Jahren unbescholten in Uruguay lebt und über ein Mindestkapital verfügt, kann die Staatsbürgerschaft beantragen. Personen, die sich durch besondere Ehren (méritos relevantes) oder Verdienste um die Nation (servicios notables) auszeichnen, können ebenfalls die uruguayische Staatsbürgerschaft beantragen. Personen, die nicht frei denken können, sich einer schweren Straftat schuldig gemacht haben, die zum Exil verurteilt sind, sich unehrenhafter und ungesetzlicher Tätigkeiten schuldig gemacht haben oder die Organisationen angehören, die gewaltsam die Grundlagen des Staates zerstören wollen, kann die Staatsbürgerschaft entzogen werden.

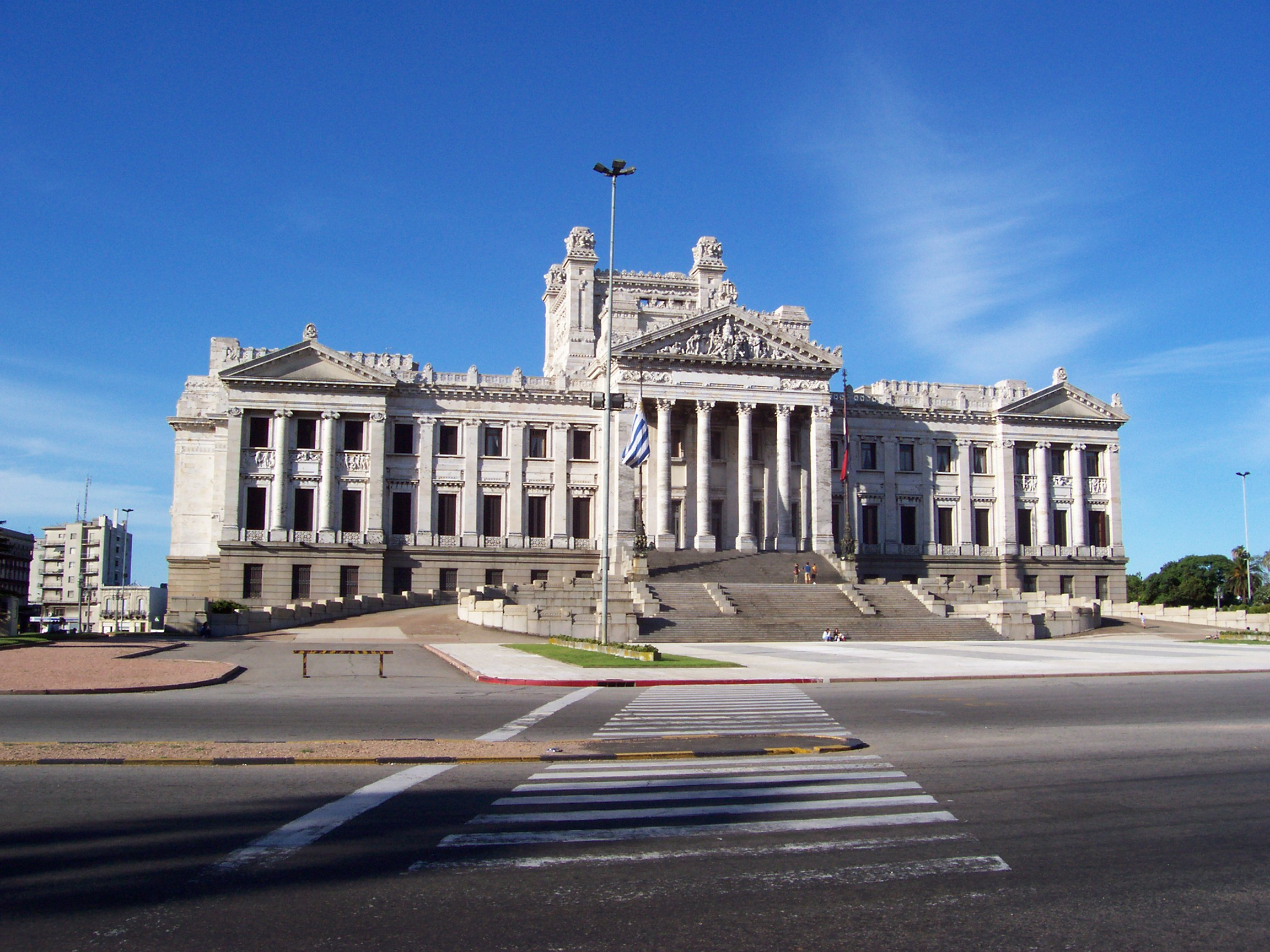
Palacio Legislativo, Parlamentsgebäude in Montevideo

In Uruguay herrscht Gewaltentrennung:
- Die Exekutive ist auf den Präsidenten der Republik beschränkt. Dieser wird für einen Zeitraum von 5 Jahren gewählt. Eine unmittelbare Wiederwahl im Anschluss an eine Amtszeit ist nicht möglich. Er ist gleichzeitig Staatsoberhaupt und Regierungschef (Premierminister). Zu seinen Befugnissen gehört die Ernennung und Entlassung der Minister und die Auflösung des Parlaments.[52]
- Die Legislative wird durch ein Zweikammernparlament dargestellt, das die Bezeichnung ‚Hauptversammlung‘ (Asamblea General) trägt. Die beiden Kammern heißen Senat (Cámara de Senadores) mit 30 Senatoren und Repräsentantenhaus (Cámara de Representantes) mit 99 Abgeordneten. Die Mitglieder beider Kammern werden durch direkte und allgemeine Wahlen (Verhältniswahl) auf 5 Jahre gewählt.
- Die Judikative liegt in den Händen des Obersten Gerichtshofes, dessen Mitglieder für eine Amtszeit von 10 Jahren durch die Hauptversammlung gewählt werden. Der Oberste Gerichtshof veröffentlicht die Gesetze (oder auch eine neue Verfassung) und ist die höchste rechtliche Instanz des Landes.

#### Regierung

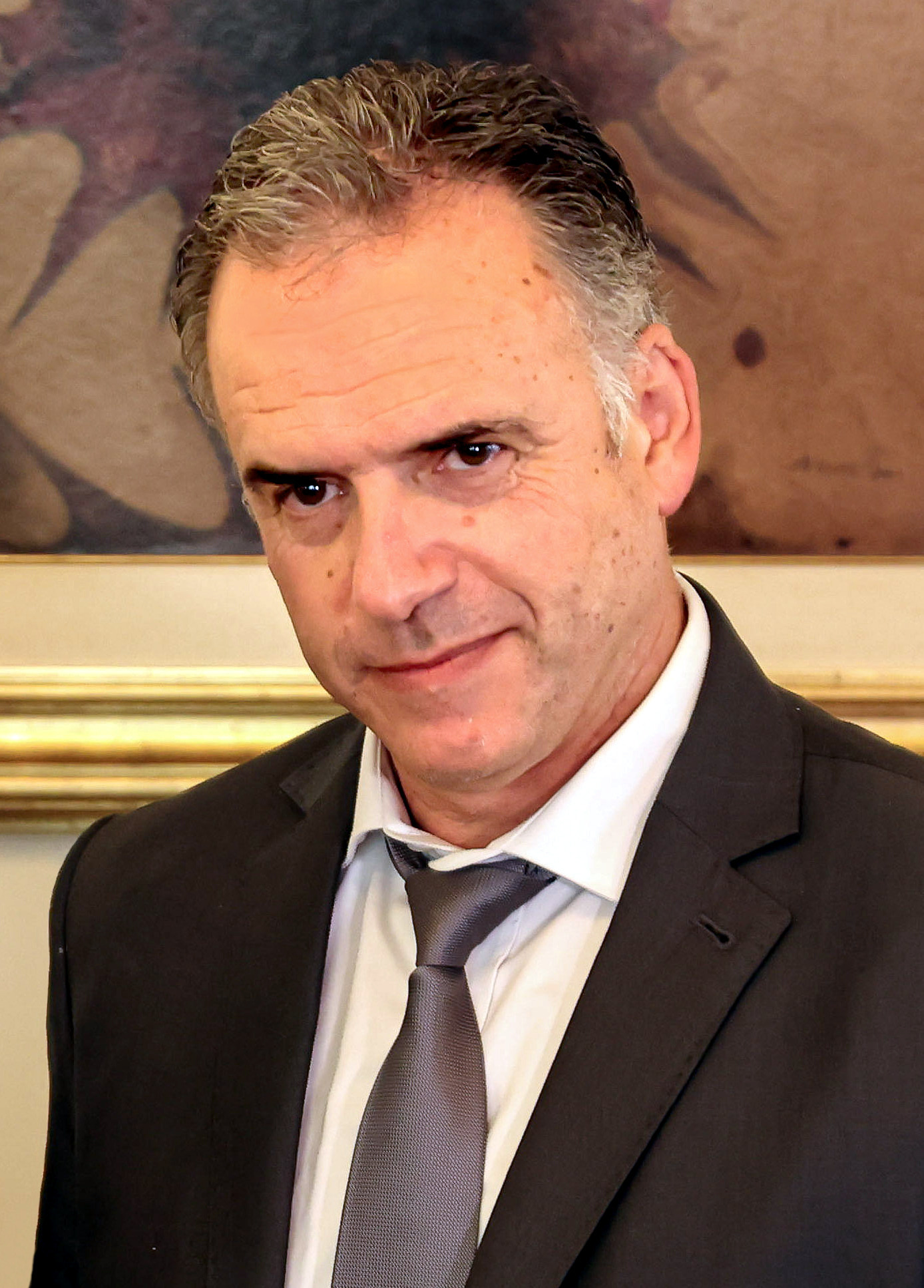
Yamandú Orsi, 2024

Seit dem 1. März 2025 wird Uruguay von Präsident Yamandú Orsi vom Frente Amplio regiert. Zuvor führte Luis Alberto Lacalle Pou vom Partido Nacional seit 2020 die Geschicke des Landes. Historisch gesehen ist neben diesen beiden Parteien auch noch der Partido Colorado von Bedeutung. Dieser und der Partido Nacional stellten bis 2010 für über 150 Jahre die Präsidenten. Yamandú Orsi erzielte am 24. November 2024 in der Stichwahl 49,84 Prozent der Stimmen und setzte sich gegen Álvaro Delgado Ceretta durch.

#### Parteienlandschaft

Flagge der Partido Nacional

Nach der Gründung des Staates Uruguay etablierte sich ein Zweiparteiensystem, das bis zur Diktatur ab 1973 Bestand hatte. Der konservativen Partido Nacional (früher Partido Blanco ‚Weiße Partei‘) stand die liberale Partido Colorado (‚Rote Partei‘) gegenüber. Die Kommunistische Partei wurde 1985 legalisiert. Seit den frühen 1990er Jahren sind neue Parteien aufgetaucht. Heute (2025) ist die Parteienlandschaft zwischen der linken Frente Amplio auf der einen und den Colorados und der PN auf der anderen Seite geteilt. Populistische Parteien spielen keine Rolle.
Zu diesem Zustand habe laut dem Religionssoziologen Nestor Da Costa die historische strikte Trennung von Kirche und Staat beigetragen, es sei auch darum gegangen, eine «religión civil» zu schaffen, also eine Religion, in welcher die Bürger an den Staat glaubten, der sich auch anstelle der katholischen Kirche und anders als anderswo in Südamerika um das Wohlbefinden der Menschen kümmerte, mit staatlichen Schulen, Spitälern und sogar Begräbnissen. Das Vertrauen in Politiker und Staat sei auch 2025 hoch.

### Politische Indizes
Im Jahr 2024 war Uruguay in Südamerika die einzige sogenannte vollständige Demokratie laut Demokratie-Index des Economist.
| Name des Index                     | Indexwert    | Weltweiter Rang | Interpretationshilfe | Jahr |
| ---------------------------------- | ------------ | --------------- | --- | ---- |
| Fragile States Index               | 33,7 von 120 | 157 von 179     | Stabilität des Landes: sehr stabil 0 = sehr nachhaltig / 120 = sehr alarmierend Rang: 1 = fragilstes Land / 179 = stabilstes Land | 2024 |
| Demokratieindex                    | 8,67 von 10  | 15 von 167      | Vollständige Demokratie 0 = autoritäres Regime / 10 = vollständige Demokratie                                                     | 2024 |
| Freedom in the World Index         | 96 von 100   | —               | Freiheitsstatus: frei 0 = unfrei / 100 = frei                                                                                     | 2024 |
| Rangliste der Pressefreiheit       | 65,2 von 100 | 59 von 180      | Erkennbare Probleme für die Pressefreiheit 100 = gute Lage / 0 = sehr ernste Lage                                                 | 2025 |
| Korruptionswahrnehmungsindex (CPI) | 76 von 100   | 13 von 181      | 0 = sehr korrupt / 100 = sehr sauber                                                                                              | 2024 |

### Verwaltungsgliederung
Uruguay ist in 19 historisch gewachsene Departamentos eingeteilt. Den Departamentos steht der Intendente Municipal vor, der von den Departamento-Parlamenten (junta departamental) gewählt wird. Da der Staatsaufbau zentralistisch ist, haben die 19 Provinzen (Departamentos) nur eine begrenzte Selbstverwaltung.
Am 13. September 2009 wurde mit dem Gesetz 18567 eine weitere Verwaltungsebene geschaffen. Mit dem Gesetz 18653 vom 15. März 2010 wurden schließlich 89 Municipios festgelegt.
| \| Departamento \| Fläche (km²) \| Einwohner (2023)[60] \| Hauptstadt \| \| -------------- \| ------------ \| -------------------- \| ---------------------- \| \| Artigas \| 11.928 \| 77.487 \| Artigas \| \| Canelones \| 4.536 \| 608.956 \| Canelones \| \| Cerro Largo \| 13.648 \| 91.025 \| Melo \| \| Colonia \| 6.106 \| 135.797 \| Colonia del Sacramento \| \| Durazno \| 11.643 \| 62.011 \| Durazno \| \| Flores \| 5.144 \| 26.271 \| Trinidad \| \| Florida \| 10.417 \| 70.325 \| Florida \| \| Lavalleja \| 10.016 \| 59.175 \| Minas \| \| Maldonado \| 4.793 \| 212.951 \| Maldonado \| \| Montevideo \| 530 \| 1.302.954 \| Montevideo \| \| Paysandú \| 13.922 \| 121.843 \| Paysandú \| \| Río Negro \| 9.282 \| 57.334 \| Fray Bentos \| \| Rivera \| 9.370 \| 109.300 \| Rivera \| \| Rocha \| 10.551 \| 80.707 \| Rocha \| \| Salto \| 14.163 \| 136.197 \| Salto \| \| San José \| 4.992 \| 119.714 \| San José de Mayo \| \| Soriano \| 9.008 \| 83.685 \| Mercedes \| \| Tacuarembó \| 15.438 \| 96.013 \| Tacuarembó \| \| Treinta y Tres \| 9.676 \| 47.706 \| Treinta y Tres \| |              |                  |                        |
| Departamento | Fläche (km²) | Einwohner (2023) | Hauptstadt             |
| Artigas | 11.928       | 77.487           | Artigas                |
| Canelones | 4.536        | 608.956          | Canelones              |
| Cerro Largo | 13.648       | 91.025           | Melo                   |
| Colonia | 6.106        | 135.797          | Colonia del Sacramento |
| Durazno | 11.643       | 62.011           | Durazno                |
| Flores | 5.144        | 26.271           | Trinidad               |
| Florida | 10.417       | 70.325           | Florida                |
| Lavalleja | 10.016       | 59.175           | Minas                  |
| Maldonado | 4.793        | 212.951          | Maldonado              |
| Montevideo | 530          | 1.302.954        | Montevideo             |
| Paysandú | 13.922       | 121.843          | Paysandú               |
| Río Negro | 9.282        | 57.334           | Fray Bentos            |
| Rivera | 9.370        | 109.300          | Rivera                 |
| Rocha | 10.551       | 80.707           | Rocha                  |
| Salto | 14.163       | 136.197          | Salto                  |
| San José | 4.992        | 119.714          | San José de Mayo       |
| Soriano | 9.008        | 83.685           | Mercedes               |
| Tacuarembó | 15.438       | 96.013           | Tacuarembó             |
| Treinta y Tres | 9.676        | 47.706           | Treinta y Tres         |

### Rechtssystem
Uruguay hat ein Rechtssystem, das auf dem Code civil und dem spanischen Zivilrechtsystem beruht. Die oberste Instanz ist der Oberste Gerichtshof (Corte Suprema). Die Richter (fünf Mitglieder) des Obersten Gerichtshofes werden vom Präsidenten nominiert und auf zehn Jahre von der Vollversammlung gewählt. Unter dem Obersten Gerichtshof sprechen Appellations-, Departements- sowie Friedensgerichte Recht.
Die Regierung greift nicht in die Rechtsprechung ein. Die Justiz ist unabhängig und Korruption bei der Justiz ist, anders als in den Nachbarstaaten, kein großes Problem. Von Bürgern wie von ausländischen Investoren wird jedoch häufig beklagt, dass das Justizsystem in Uruguay sehr langsam arbeitet.

### Sozialstaat
Uruguay ist ein alter (das Land war einer der ersten Wohlfahrtsstaaten Südamerikas), dicht ausgebauter bürokratischer Sozialstaat nach europäischem Vorbild mit traditionell hohem Anspruchsniveau, der über Jahrzehnte nicht mehr hinreichend leistungsfähig und verarmt war. Chancengleichheit ist im Grundsatz gegeben. Sozialstaatliche Ansprüche werden grundsätzlich eingelöst, sind aber abgewertet. Eine zentrale Aufgabe der Politik ist – nach neoliberaler Auffassung – der Umbau der schwerfälligen Mechanismen des hergebrachten Sozialstaats (z. B. beim Kündigungsschutz und der Neigung zur schnellen Frühverrentung im privilegierten und überbesetzten öffentlichen Dienst) und die Modernisierung der Systeme. Dies gilt insbesondere für die Arbeitslosen- und Sozialversicherung, auch aufgrund der demographischen Stagnation.
Die tief verwurzelte Anerkennung sozialer Ansprüche, Rechte und Verpflichtungen, der traditionelle sozialstaatliche Konsens und eingeübte Formen von Sozialpartnerschaft gehören zu Uruguays hoher und in Lateinamerika einmaliger Ausstattung mit „Sozialkapital“, die gewisse Mechanismen ebenso begünstigt hat wie die schnelle und überzeugende Rückkehr zur Demokratie. Wie in einigen europäischen Ländern reduzieren dieselben Errungenschaften aber auch das Reaktionsvermögen der privaten und öffentlichen Akteure in der Krise.
In jüngster Zeit haben sich jedoch die Rahmendaten deutlich verbessert. So konnte im Jahr 2010 bei einem Wirtschaftswachstum von über 8 % und einer bei 7 % liegenden Inflationsrate eine aus historischer Sicht niedrige Arbeitslosenquote von nur noch 5,4 % verzeichnet werden. Gleichzeitig besserte sich auch die qualitative Situation der Arbeitsverhältnisse im Land, da die Schwarzarbeit deutlich eingedämmt werden konnte.

### Gesundheitswesen
Die Gesundheitsausgaben des Landes betrugen im Jahr 2020 9,0 % des Bruttoinlandsprodukts. Die Gesundheitsfürsorge und -vorsorge ist besser als in den meisten lateinamerikanischen Ländern. Im Jahr 2017 praktizierten in Uruguay 49,6 Ärztinnen und Ärzte je 10.000 Einwohner, allerdings nimmt die Ärztedichte von Montevideo zum Landesinneren stark ab. Die öffentlichen Krankenhäuser in Uruguay sind kostenlos und ermöglichen so allen Bevölkerungsschichten eine medizinische Versorgung. Das Personal ist sehr gut ausgebildet, allerdings sind die Wartezeiten sehr lang.
Uruguay gilt seit Mai 2012 als erster lateinamerikanischer Staat, in dem die die Chagas-Krankheit übertragenden Triatominae-Wanzen („Vinchucas“) ausgerottet wurden.
2013 erfolgte in Uruguay die äußerst umstrittene Verabschiedung eines Gesetzes, das einen begrenzten Handel mit Cannabis legalisiert hat. Somit war Uruguay das weltweit erste Land, in dem der Verkauf von begrenzten Mengen Cannabis in Apotheken an registrierte Konsumenten legal wurde und ein Anbau unter staatlicher Kontrolle erfolgt.

### Innen- und Außenpolitik
Die wichtigsten Themen der uruguayischen Innenpolitik sind die glaubhafte Senkung und Stabilisierung der Inflation, die Senkung der Arbeitslosigkeit und der Auslandsverschuldung. Es gibt großen Reformbedarf in der Organisation des Staates, im Finanzsystem und in der Bildung. Das Land muss seinen außenpolitischen Standpunkt neu definieren, und es braucht Impulse in Forschung und Entwicklung.
Uruguay ist Mitglied in zahlreichen internationalen Organisationen. So ist das Land Gründungsmitglied der Vereinten Nationen. Seit 1991 ist Uruguay Mitglied der Freihandelszone Mercosur, der außerdem Argentinien, Brasilien, Venezuela und Paraguay angehören.
Es gibt Grenzstreitigkeiten mit dem Nachbarn Argentinien um einige Inseln im Mündungsgebiet des Río Uruguay.
Mit dem Ziel einer stärkeren Integration Lateinamerikas ist Uruguay zusammen mit Argentinien, Venezuela und Kuba an dem Satellitensender telesur beteiligt, der im Juli 2005 seinen Sendebetrieb aufgenommen hat.
Uruguay ist Mitglied bei den Vereinten Nationen (UN), dem Internationalen Währungsfonds (IWF), der Weltbank, der Welthandelsorganisation (WTO), der Organisation Amerikanischer Staaten (OEA), der Gemeinschaft der Lateinamerikanischen und Karibischen Staaten (CELAC), der Lateinamerikanischen Integrationsvereinigung (ALADI), der Interamerikanischen Entwicklungsbank (IDB), der Wirtschaftskommission für Lateinamerika und die Karibik (CEPAL) und der Mercosur.
Montevideo ist außerdem der Sitz von ALADI und des Sekretariats von MERCOSUR.
Die OECD führt Uruguay gemeinsam mit 41 anderen Staaten auf der sogenannten grauen Liste, nachdem sie Anfang April 2011 als viertletztes Land von der für das G20-Gipfeltreffen im Kampf gegen Steuerparadiese entworfenen schwarzen Liste gestrichen wurden. Die auf der grauen Liste befindlichen Staaten haben zugesichert, sich internationalen Standards zum Austausch von Finanzdaten zu unterwerfen, führen jedoch noch keine Doppelbesteuerungsabkommen mit wenigstens 12 OECD-Staaten.

#### Beziehungen zur Bundesrepublik Deutschland
Der erste offizielle Staatsbesuch eines deutschen Präsidenten in Uruguay datiert vom 26. November 2003, als Bundespräsident Johannes Rau Staatspräsident Jorge Batlle und den montevideanischen Intendente Mariano Arana traf. Auf der Agenda stand auch ein Besuch in der Mennonitenkolonie Colonia Delta.
Zwischen Uruguay und der Bundesrepublik Deutschland besteht kein Auslieferungsabkommen. Dennoch werden deutsche Staatsbürger bei einem Rechtshilfeersuchen an die Bundesrepublik Deutschland ausgeliefert, wie der Fall Matthias Mönch im Jahr 2014 gezeigt hat. Anlässlich des Besuchs des deutschen Außenministers am 9. März 2010 unterzeichneten die beiden Staaten ein bilaterales Doppelbesteuerungsabkommen, das dasjenige vom 17. September 1982 ablöst und eine Lockerung des Bankgeheimnisses mit sich bringt. Bezüglich dieses dem OECD-Musterabkommen angelehnten Abkommens, das die Vermeidung von Doppelbesteuerung und Steuerverkürzung im einkommens- und vermögenssteuerrechtlichen Bereich beinhaltet, brachte die Bundesregierung am 6. Juni 2011 einen Gesetzesentwurf im Bundestag ein, der die Ratifizierungsvoraussetzungen schaffen soll. Die Bundesrepublik Deutschland steht zudem auf dem 7. Platz der Exportmärkte Uruguays und ist in dieser Hinsicht wichtigster Partner innerhalb der EU. Zum 1. Februar 2015 trat ein deutsch-uruguayisches Sozialversicherungsabkommen in Kraft.

#### Weitere internationale Beziehungen
Insgesamt bestehen Doppelbesteuerungsabkommen mit zwölf Staaten. Im Einzelnen sind dies Belgien, Deutschland, Finnland, Frankreich, Liechtenstein, Luxemburg, Malta, Mexiko, Portugal, Schweiz, Spanien und Südkorea. 2012 trat Uruguay als erstes südamerikanisches Land der Organisation internationale de la Francophonie (spanisch: Organización Internacional de la Francofonía) (OIF) als Beobachter bei. Seit 2016 hat das Land zudem Beobachterstatus in der Gemeinschaft der Portugiesischsprachigen Länder (CPLP).

### Sicherheitspolitik

#### Kriminalität
Verglichen mit den südamerikanischen Nachbarstaaten weist Uruguay eine relativ geringe Kriminalitätsrate auf. Kriminalitätsschwerpunkte in der Hauptstadt liegen dabei neben den ärmeren Vierteln im Nordteil der Stadt auch in der Ciudad Vieja, Pocitos und am Nordrand des Barrios Carrasco. Sowohl in Montevideo als auch Punta del Este wird saisonal eine Touristenpolizei eingesetzt. Im Dezember 2011 kündigte das Innenministerium die Installation von 108 Überwachungskameras an verschiedenen Punkten der Hauptstadt und hier insbesondere in den Barrios Ciudad Vieja und Centro, sowie weiteren 214 Kameras in sieben verschiedenen Gefängnissen des Landes zur dortigen Gefangenenüberwachung an. Ein rund um die Uhr mit einer Personalstärke von 25 besetztes Kontrollzentrum wird die gelieferten Bilder nutzen. Sowohl in Maldonado (6 Kameras an 4 verschiedenen Orten), Punta del Este (9/9), Rivera (9 Kameras), Salto (37 Kameras) und Colonia (14/12) existieren bereits solche Kameras.

#### Korruption
Uruguay hat bezüglich Korruption und Bestechung sehr strenge Gesetze. Transparency International ermittelte für das Land in den letzten 5 Jahren einen relativ guten Korruptionswahrnehmungsindex von 70 bis 75 von 100 Punkten. Trotz dieser relativ guten Bewertung beklagen die Bürger Korruption im öffentlichen Sektor, und mehrere hohe Beamte sowie ein Richter wurden in den vergangenen Jahren wegen Korruption verfolgt. Ausländische Firmen betrachten jedoch Korruption nicht als größeres Hindernis für Investitionen in Uruguay.

#### Militär

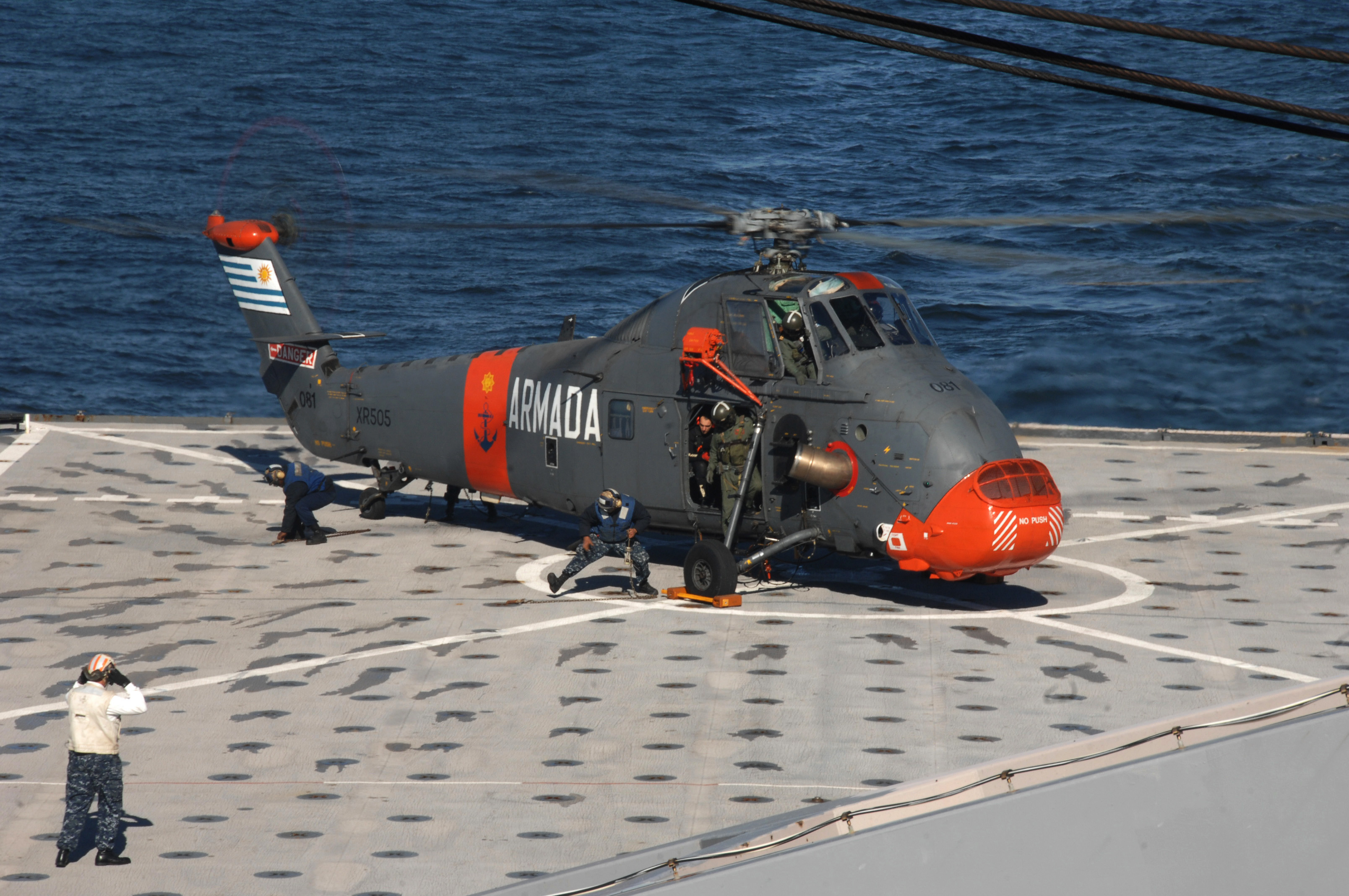
Uruguayischer Westland Wessex auf der Oak Hill

Uruguay definiert sich als friedliches Land, dessen Streitkräfte (die Fuerzas armadas del Uruguay) nur für den Verteidigungsfall existieren. Das Militär hat eine Stärke von etwa 23.500 Mann, das sich in ein Heer, eine Marine und eine Luftwaffe aufteilt. Uruguay gab 2019 knapp 2,0 Prozent seiner Wirtschaftsleistung oder 1,165 Mrd. US-Dollar für seine Streitkräfte aus.

##### Heer
Das Heer (Ejército Nacional) hat etwa eine Mannstärke von 14.500 Mann und ist in vier Divisionen unterteilt.

##### Marine
Die Marine (Armada Nacional) inklusive der Küstenwache (Prefectura Nacional Naval) hat eine Mannstärke von knapp 5000 Mann. Sie ist ausgerüstet mit drei Fregatten, drei Patrouillenbooten, drei Minenräumern und anderen kleinen Booten. Zur Marine gehört auch ein Marine-Corps (Cuerpo de Fusileros Navales), das in vier Brigaden (Kompanie-Stärke) unterteilt ist. Die Marine verwendet folgende Hubschrauber und Flugzeuge: Beechcraft T-34C Mentor, S-2 Tracker, Westland Wessex, Beech King Air 200 und BAe Jetstream.

##### Luftwaffe
Die Luftwaffe (Fuerza Aérea Uruguaya) hat eine Mannstärke von 3000 Mann und ist ausgerüstet mit FMA IA-58 Pucará und Cessna A-37B Dragonfly. Als Trainingsflugzeuge werden verwendet: die Aermacchi SF-260, Beechcraft B-58 Baron und Pilatus PC-7. Als Transportflugzeuge werden verwendet: die Lockheed C-130B Hercules, Embraer EMB 110 Bandeirante, Embraer EMB 120 Brasilia, Casa C-212-200 Aviocar, Cessna 206H Stationair und Cessna T-41D Mescalero. Folgende Hubschrauber setzt die Luftwaffe ein: Bell UH-1H Iroquois, Bell 212, Eurocopter AS-365 N2 Dauphin und Westland HC-2 Wessex.

## Wirtschaft
Uruguay besaß laut einem Bericht im Juni 2025 die tiefste Armutsrate und das höchste Pro-Kopf-Einkommen Südamerikas.
Uruguay verfügt über eine Marktwirtschaft, die mit einem mit europäischen Staaten vergleichbaren staatlichen Sektor ausgestattet ist – 15 Prozent aller Arbeitnehmer arbeiteten 2018 im öffentlichen Bereich. Anders als seine Nachbarn hatte Uruguay jedoch erst spät mit der Privatisierung des Staatseigentums begonnen. Die Wirtschaft Uruguays beruht auf relativ soliden Fundamenten, jedoch ist das kleine Land anfällig dafür, in Wirtschaftskrisen der größeren Nachbarn Argentinien und Brasilien hineingezogen zu werden.

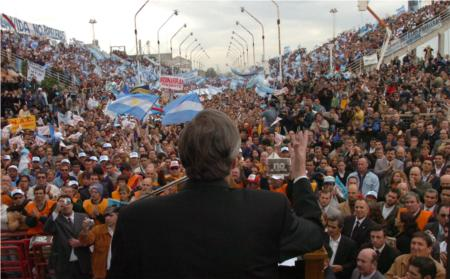
Néstor Kirchner spricht vor argentinischen Demonstranten gegen den geplanten Bau der uruguayischen Papierfabriken

Die uruguayische Wirtschaft stützt sich maßgeblich auf die Landwirtschaft, insbesondere die Viehzucht. Anfang des 20. Jahrhunderts hatte die Viehwirtschaft Uruguay gar kurzzeitig zur zu einem der wohlhabendsten Länder der Welt gemacht.
In der Industrie ist vor allem die Lebensmittelerzeugung bedeutend. Uruguay hatte bis in die 1950er-Jahre eine wirtschaftliche Wettbewerbsfähigkeit, die mit jener von europäischen Ländern vergleichbar war. In den 1960er Jahren geriet das Land jedoch in eine Krise. Noch 2005 lebten 23 Prozent der Bevölkerung unterhalb der Armutsgrenze.
Im Global Competitiveness Index, der die Wettbewerbsfähigkeit eines Landes misst, belegt Uruguay Platz 76 von 137 Ländern (Stand 2017–2018). Auf dem Index für wirtschaftliche Freiheit 2024 stand das Land auf Platz 27 von 176 Ländern.
Das Land führt eine Wertpapierbörse mit der Bolsa de Valores de Montevideo und ihrem Leitindex IMEBO.
| Jahr                                    | 2010   | 2015   | 2016   | 2017   | 2018   | 2019   | 2020   | 2021   | 2022   | 2023   |
| --------------------------------------- | ------ | ------ | ------ | ------ | ------ | ------ | ------ | ------ | ------ | ------ |
| BIP in Mrd. USD (Kaufkraftparität)      | 58,7   | 75,2   | 77,2   | 80,0   | 82,8   | 87,6   | 87,6   | 100,0  | 112,2  | 116,6  |
| BIP pro Kopf in USD (Kaufkraftparität)  | 17.281 | 21.701 | 22.193 | 22.899 | 23.611 | 24.894 | 24.814 | 28.225 | 31.555 | 32.704 |
| BIP-Wachstum (real)                     | 7,8 %  | 0,4 %  | 1,7 %  | 1,7 %  | 0,2 %  | 0,9 %  | −7,4 % | 5,6 %  | 4,7 %  | 0,4 %  |
| Inflation (in Prozent)                  | 6,7 %  | 8,7 %  | 9,6 %  | 6,2 %  | 7,6 %  | 7,9 %  | 9,8 %  | 7,8 %  | 9,1 %  | 5,9 %  |
| Staatsverschuldung (in Prozent des BIP) | 41 %   | 58 %   | 56 %   | 56 %   | 58 %   | 60 %   | 68 %   | 64 %   | 60 %   | 64 %   |

### Wichtigste Wirtschaftszweige

Bruttoinlandsprodukt (1996) nach Sektoren

#### Landwirtschaft
Die Landwirtschaft erwirtschaftete im Jahr 2003 9,5 Prozent des BIP. Hierbei stellt die Viehzucht, besonders die Haltung von Schafen und Rindern, den größten Anteil dar; Fleisch, Wolle und Leder sind die wichtigsten agrarischen Exportgüter des Landes, wobei Uruguay einer der weltweit wichtigsten Wollproduzenten (an fünfter Position) ist.
Neben der Viehzucht wird der Anbau von Zuckerrohr und Zuckerrüben, Weizen, Reis, Sorghum, Tomaten, Mais, Leinsaat und Sonnenblumenkernen betrieben. Weitere Agrarprodukte Uruguays stellen in geringerem Ausmaß auch Kartoffeln, Erdnüsse, Gerste, Hafer oder Tabak dar. Jährlich werden etwa 130.000 Tonnen Fisch gefangen und mehr als 4 Millionen Kubikmeter Holz gewonnen. Zudem werden in Uruguay etwa 1,1 Millionen Hektoliter Wein pro Jahr erzeugt, der zum überwiegenden Teil im eigenen Land konsumiert wird.

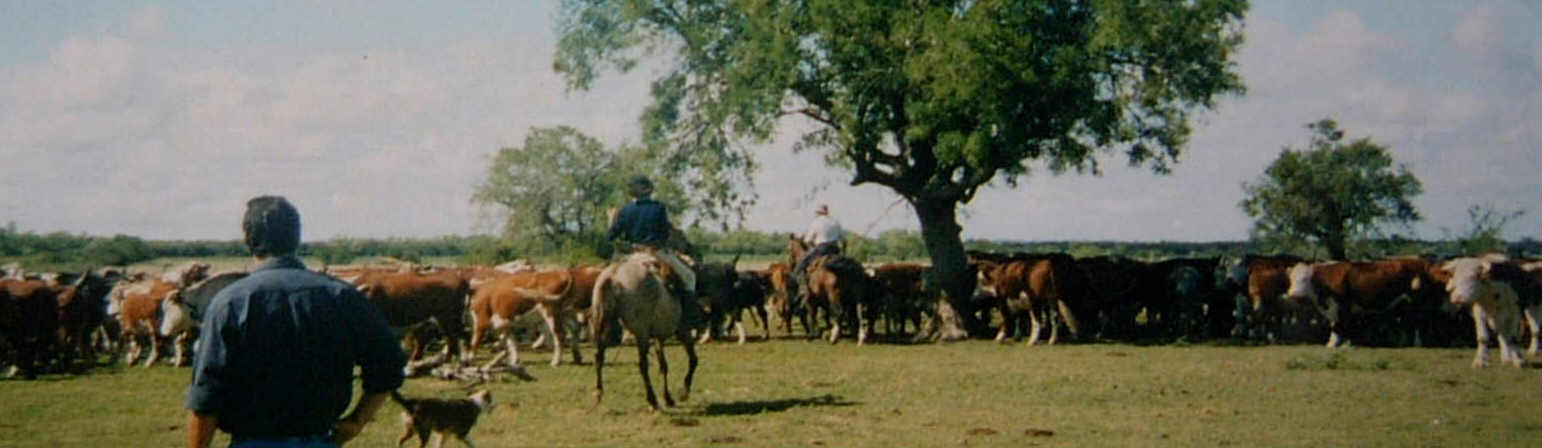
Rinderzucht in der Pampa

Ein Merkmal der Landwirtschaft in Uruguay ist die sehr extensive Bewirtschaftung, (extensiv im Sinne von wenig Bodenbearbeitung, geringer Einsatz von chemischem Pflanzenschutz, Dünger etc., allgemein geringer Einsatz von Kapital und Technik). In der Viehwirtschaft bzw. Rindfleischproduktion herrschen vor: Weidegang auf Naturweide, große Koppeln, keine Zufütterung. So liegt Uruguay in der Agrarproduktivität (Fleisch/ha, Getreide/ha) zwar zurück hinter ähnlich Agrarexport-orientierten Ländern wie Australien, Neuseeland, Brasilien, andererseits kann das Land genau hier eine Nische zu besetzen und seine Agrarprodukte unter dem Aspekt der Naturbelassenheit vermarkten. Der Einsatz von Hormonen wie auch prophylaktische Antibiotikagaben blieben auch 2025 verboten.

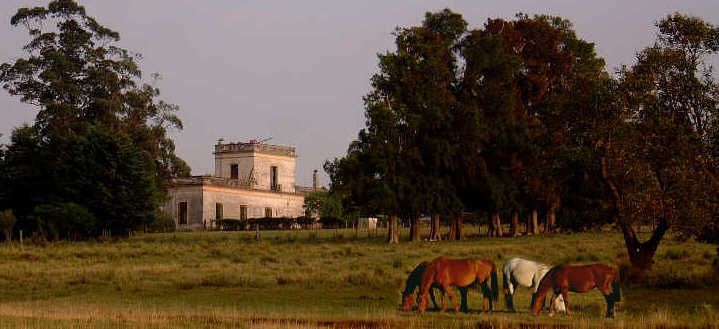
Kernland historischer Estancias: der Süden des Departamentos Florida, hier Estancia San Eugenio, Casupa

Das traditionelle, zum Teil folkloristische Erscheinungsbild der Viehwirtschaft (Gauchos, Pferde etc.), dazu die verbliebenen historischen Estancias als architektonische Zeugen der Blütezeit Uruguays um 1900, lassen seit einiger Zeit eine neue Schnittstelle zwischen Landwirtschaft und Tourismus entstehen, den Turismo Rural oder Estancia-Tourismus. Staatlich geförderte Werbekampagnen in internationalen Medien Uruguayan Grass Fed Beef, Uruguay Natural bewerben in diesem Sinne im Verbund Uruguay als Reiseziel und uruguayische (Öko-)Agrarprodukte.
Eine Kehrseite der extensiven Landwirtschaft ist, dass der Sektor weniger Arbeitsplätze schafft und in geringerem Maße ein Motor für die Volkswirtschaft ist, als seinem Potential bei Intensivierung entspräche.
Lediglich fünf Prozent (2000) der Gesamtfläche Uruguays sind bewaldet. Der Holzeinschlag wird hauptsächlich für die Produktion von Brennstoff verwendet. Der überwiegende Teil der Erzeugnisse der Fischindustrie geht in den Export und bringt fünf Prozent (2000) des Exporterlöses ein. Auf etwa 14.000 Hektar findet auch Weinbau in Uruguay statt. Uruguay ist somit viertgrößter Weinerzeuger Südamerikas.
Schätzungsweise 25 bis 30 % des Farmlandes in Uruguay befinden sich in ausländischem Besitz.
Hinsichtlich der Aufteilung der landwirtschaftlichen Nutzung ergibt sich in etwa folgende Strukturierung. Montevideo ist umgeben von der Ackerbauzone des Landes, die sich als vergleichsweise schmaler Streifen hauptsächlich am Küstensaum des Río de la Plata erstreckt. Während sich in näherer Umgebung Montevideos auch intensiver Obst- und Gemüseanbau findet, folgen Zonen der Milchviehhaltung, Rindermast und Geflügelzucht, daran anschließend bis etwa zum Río Negro insbesondere der Weizenanbau, aber auch Mais-, Sonnenblumen und Leinanbau. Der Maisanbau beispielsweise weist eine derjenigen des Weizens vergleichbare territoriale Konzentration weniger auf und ist auch im Norden verbreitet. Der Schwerpunkt der Schafzucht liegt vornehmlich in den zentralen Departamentos des Landes, während diese um etwa 1860 eher noch auf den südwestlichen Teil Uruguays (Colonia, San José, Soriano und Flores) konzentriert war. Die extensive Rinderzucht dagegen ist in den nördlichen, an Brasilien grenzenden Departamentos dominierend vorhanden.

#### Industrie
Die Industrie erwirtschaftete im Jahr 2003 etwa 27 Prozent des Bruttoinlandsproduktes. Die wichtigste Branche ist die Verarbeitung von landwirtschaftlichen Produkten, vor allem von Wolle und Fleisch. Daneben gibt es recht bescheidenen Bergbau, der vor allem Tonmineralien, Sand, Granit, Marmor und Gold gewinnt. Weitere Industriezweige von Bedeutung sind die Erdölverarbeitung, die Zement-, Stahl- und Aluminiumproduktion, sowie die Herstellung von Bekleidung, Elektrogeräten und Chemieprodukten.
Uruguay ist auch im IT-Bereich gut positioniert und hat durch eine vergleichsweise hohe Technisierung des Landes und gut ausgebildete IT-Ingenieure gute Chancen, diese Position mittelfristig weiter auszubauen. Auch im schnell wachsenden Bereich der Biotechnik kann Uruguay auf gute Ressourcen zurückgreifen, und der Business und Technology Park in Montevideo bietet einen idealen Standort für die Entwicklung dieses Gebiets.

#### Tourismus und Dienstleistungen

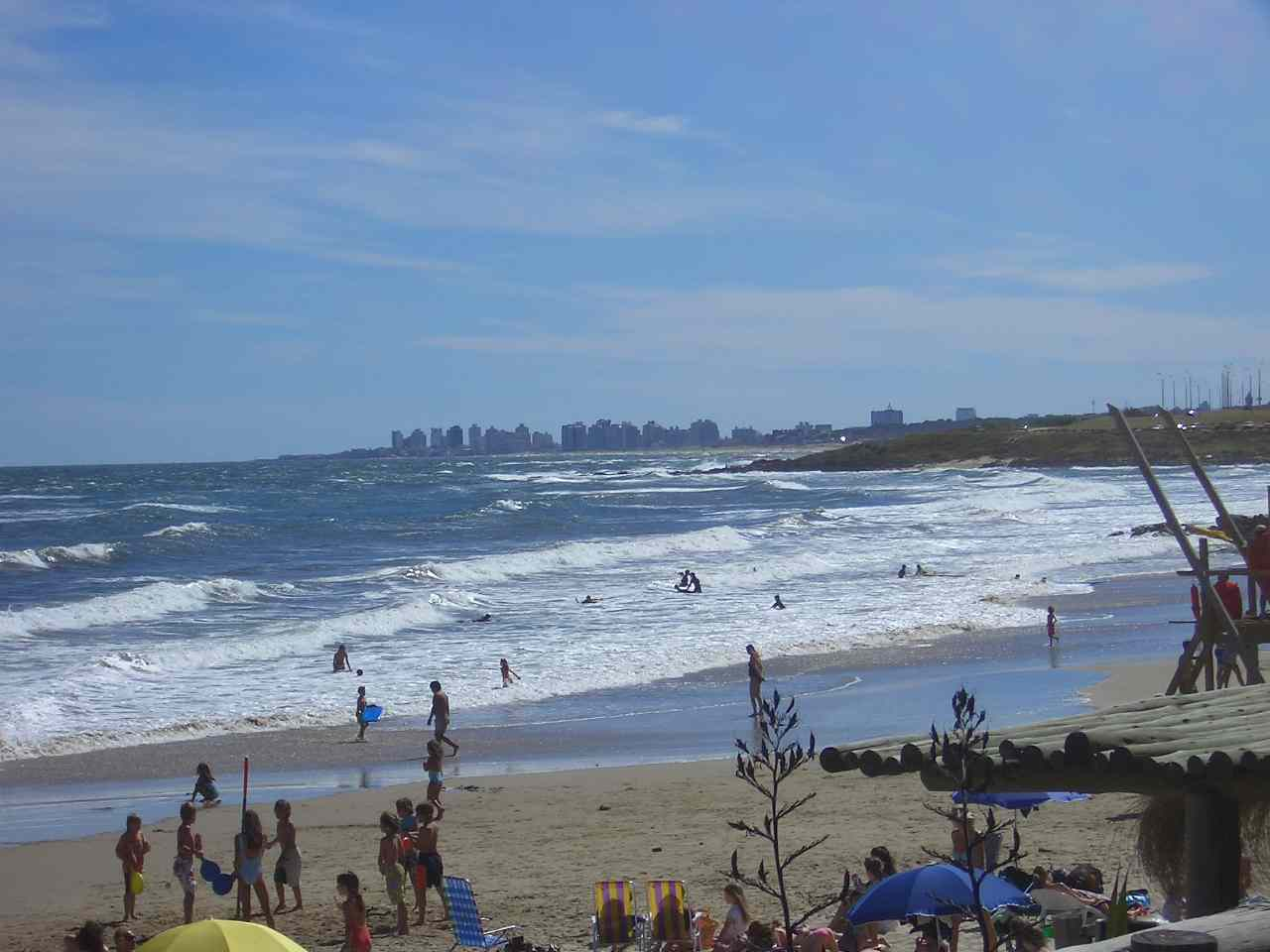
Tourismus: Strand in Punta del Este

Der Tourismus bildet eine wichtige Einnahmequelle für Uruguay. Die jährlich rund 2,5 Millionen Touristen geben weit über eine Milliarde USD aus. Neben den 600.000 inländischen Gästen kamen 2022 die meisten Auslandsgäste aus Argentinien (1,2 Mio.). Darauf folgten Gäste aus Brasilien (knapp 400.000) und anderen amerikanischen Staaten. Die meistbesuchten Orte befinden sich am Meer, darunter der größte und bekannteste Touristenort Punta del Este.
Das Bankensystem bestand aus vier staatlichen Banken, darunter die Zentralbank, 12 privaten Banken und weiteren Finanzorganisationen. Die staatlichen Banken dominieren den Markt, die größte Bank ist die Banco de la República Oriental del Uruguay (BROU). Im Jahr 2002 kam es aufgrund der Argentinien-Krise zu einer Bankenkrise, infolge derer mehrere Banken umstrukturiert werden mussten und einige auch geschlossen wurden. Uruguay gilt nach wie vor als sicherer Hafen für Argentinier, die ihr Geld nicht in Argentinien anlegen wollen. Vor der Bankenkrise hielten Argentinier etwa 40 Prozent aller Einlagen in den Banken, auch nach der Bankenkrise liegt dieser Wert bei etwa 30 Prozent.

### Arbeitsmarkt
Die Arbeitslosenquote lag im Jahr 2017 bei 7,3 %. Bei Jugendlichen liegt der Anteil bei 24,5 %. 2010 arbeiteten 13 % aller Arbeitskräfte in der Landwirtschaft, 14 % in der Industrie und 73 % im Dienstleistungssektor. Die Gesamtzahl der Beschäftigten wird für 2017 auf 1,75 Millionen geschätzt.
Gewerkschaften
Neben den Parteien sind die Gewerkschaften eine traditionell wichtige gesellschaftliche Gruppe. Der Dachverband Plenario Intersindical de Trabajadores - Convención Nacional de Trabajadores (PIT-CNT) zeigt große Streikbereitschaft. In ihm sind rund 200 Gewerkschaften mit rund 900.000 Mitgliedern vereinigt.
Nach einer Studie des Internationalen Gewerkschaftsbunds aus dem Jahr 2014 führt Uruguay gemeinsam mit 17 weiteren Ländern, darunter Deutschland, Norwegen, Schweden, Island, Togo und Barbados die Liste derjenigen Länder an, in denen in Bezug auf die Wahrung der Arbeitnehmerrechte die besten Arbeitsbedingungen für Arbeitnehmer weltweit herrschen.

### Währung und Außenhandel

Export Uruguays 2002

Import Uruguays 2002

Die Währungseinheit in Uruguay ist der Peso (= 100 Centésimos). Für einen Euro erhält man 42,60 Pesos (Stand 7. März 2024) Der Außenhandel spielt für die Wirtschaft des Landes eine große Rolle. Uruguay war eines der ersten lateinamerikanischen Länder, die sich für die Globalisierung öffneten. Auch heute hat Uruguay mit 43 Prozent einen relativ hohen Offenheitsgrad. Es ist ein bedeutendes Finanzzentrum in der Region geworden, weil es eine Politik der totalen Freiheit des Kapitalverkehrs verfolgt.
Im Jahr 2004 betrugen die Exporte von Uruguay 2,5 Milliarden Euro, wobei 20 Prozent der Exporte in die Vereinigten Staaten gingen. 60 Prozent davon waren Fleisch. Die Importe betrugen im selben Jahr 2 Milliarden Euro, wobei jeweils 26 Prozent aus Brasilien und Argentinien kamen. Weitere wichtige Handelspartner waren damals Deutschland, die USA und China. Bis zum Jahre 2015 war China zum wichtigsten Handelspartner aufgestiegen.

### Energieversorgung und Energiepolitik

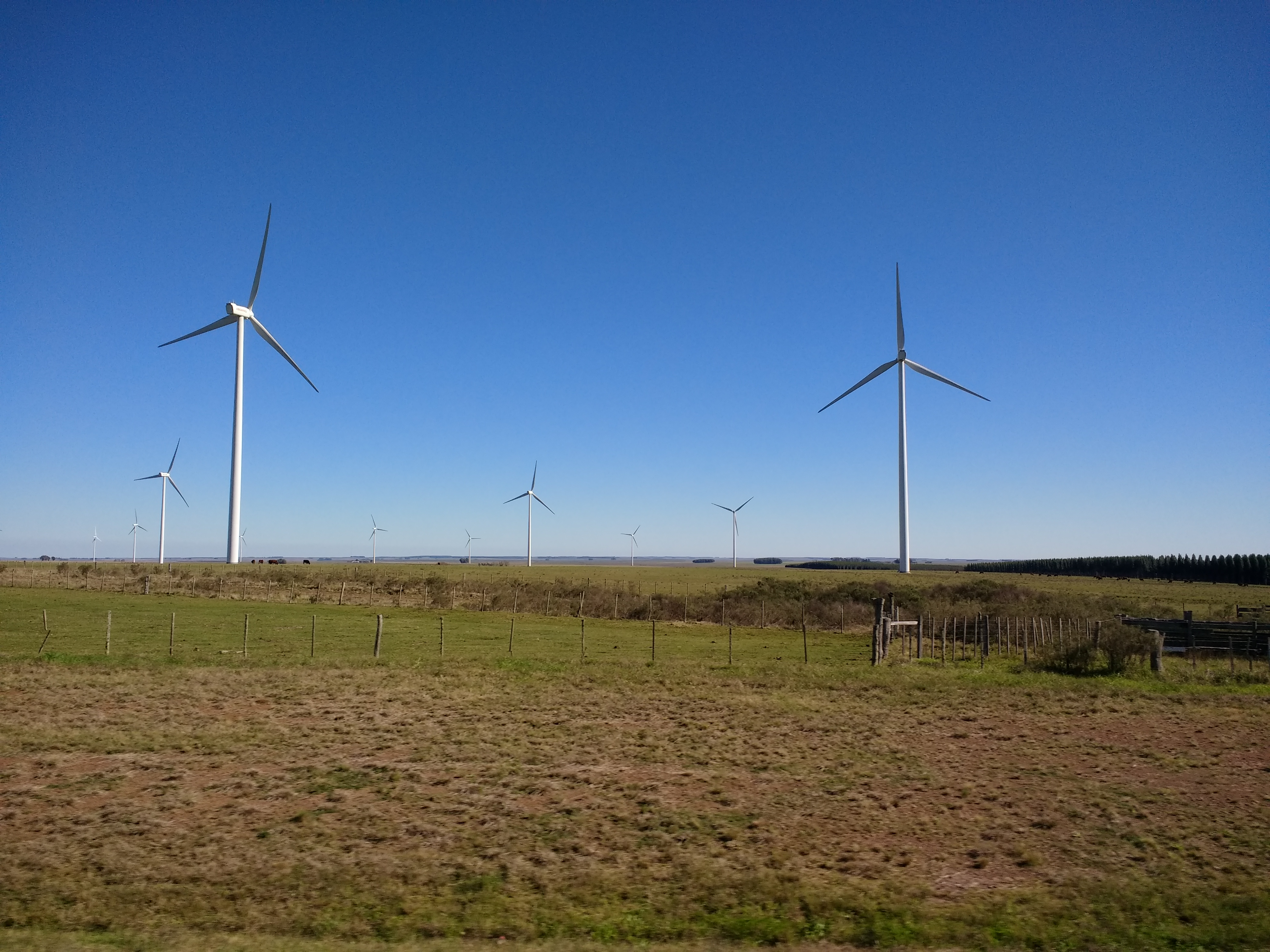
Windpark in Uruguay

Uruguay hat keine eigenen Ressourcen an fossiler Energie. Der Verbrauch wird vor allem über Wasserkraft und Windenergie gedeckt. In der Vergangenheit war das Land zudem von häufigen Trockenperioden betroffen, worunter auch die Stromversorgung aus Wasserkraftwerken litt. Innerhalb von 15 Jahren schaffte es Uruguay, seine Stromerzeugung fast vollständig auf Erneuerbare, also auf Wasser, Wind, Sonne und Biomasse umzustellen. Das Stromnetz von Uruguay ist mit dem argentinischen Netz gekoppelt. Nachdem Uruguay in der Vergangenheit Nettoimporteur war, exportiert es mittlerweile durch die Umstellung der Energiepolitik etwa ein Drittel seiner elektrischen Energie.
Nach der Energiekrise 2008, als die Ölimporte sich stark verteuerten, wurde die Energiepolitik umgestellt und Maßnahmen zum Ausbau Erneuerbarer Energien und der Energiewende eingeleitet, die sich als sehr erfolgreich erwiesen. Binnen weniger Jahre stieg der Anteil der erneuerbaren Energien rapide an: Im Jahr 2015 lieferten sie 95 % der elektrische Energie und 55 % des Gesamtenergiebedarfs, während jener Wert weltweit noch bei zwölf Prozent lag. Bei der UN-Klimakonferenz in Paris 2015 verkündete Uruguay eines der ambitioniertesten Reduktionsziele aller Staaten: Die Kohlenstoffdioxidemissionen sollen bis 2017 um 88 % niedriger liegen als im Durchschnitt der Jahre 2009 bis 2013. Ein wichtiges Ziel war dabei die Abhängigkeit von Energieimporten zu reduzieren. So wurde insbesondere die Erzeugung elektrischer Energie mit Windkraftanlagen vorangetrieben. Wegen guter Windhöffigkeit lagen die Stromgestehungskosten für Strom aus Windenergie mit 63 $/MWh unterhalb der Kosten fossiler Kraftwerke, weswegen sich der Ausbau auch ohne Förderung lohnte. In den 2010er Jahren stieg der Anteil der Windenergie an der Stromproduktion deutlich. Typischerweise decken erneuerbare Energien zwischen 90 und 95 % des jährlichen Strombedarfs in Uruguay, teils auch 98 %.
Durch die Kopplung von Windkraft mit der Wasserkraft wurde die Anfälligkeit gegenüber Dürren um 70 % reduziert, zudem sanken die Stromgestehungskosten insgesamt, wobei Kosten der Windenergie binnen dreier Jahre um mehr als 30 % sanken. Schon zuvor war der Einsatz von Erdgas anstelle von Erdöl vorangetrieben worden. Dieses kann über Pipelines aus dem relativ gasreichen Argentinien importiert werden. Die erste derartige Pipeline (Länge: 192 Kilometer) wurde im Jahr 1998 eingeweiht.
Im März 2015 wurde der Auftrag für den bislang größten Windpark Uruguays vergeben. Im Windpark Pampa gingen 2016 insgesamt 59 Windkraftanlagen des Typs Nordex N117/2400 in Betrieb, die zusammen rund 640 Mio. kWh elektrischer Energie produzieren. Dies entspricht einem für Onshore-Windparks sehr hohem Kapazitätsfaktor von ca. 51 % bzw. 4500 Volllaststunden.
Im Jahr 2023 befand sich Uruguay in der zweiten Phase der Energiewende und trieb den Umstieg auf Elektromobilität voran durch eine Steuerbefreiung. Im Januar 2025 war Uruguay das Land mit der höchsten Dichte von leichten Elektrofahrzeugen in Südamerika, also noch auf im weltweiten Vergleich bescheidenem Niveau. Dies wurde jedoch vom Staat geleistet, bevor die Privatwirtschaft für Ladestationen und weitere Infrastrukturen überzeugt werden konnte. Lohnenswert waren Elektrofahrzeuge auch, weil der Benzinpreis im Land hoch war.
Die Netzspannung beträgt 220 Volt (50 Hz). Für europäische Geräte sind aufgrund der verwendeten Steckdosentypen teilweise Steckdosen-Adapter nötig. Auf den Estancias im Landesinneren existiert üblicherweise kein Anschluss an das reguläre Stromnetz. Dort erfolgt die Versorgung über Inselnetze, die z. B. mit Dieselgeneratoren und kleinen Windrädern gespeist werden.

### Staatshaushalt
Der Staatshaushalt umfasste 2016 Ausgaben von umgerechnet 15,9 Mrd. US-Dollar, dem standen Einnahmen von umgerechnet 14,3 Mrd. US-Dollar gegenüber. Daraus ergibt sich ein Haushaltsdefizit in Höhe von 2,9 % des BIP.

Die Staatsverschuldung betrug 2016 60,9 % des BIP.
2020 betrug der Anteil der Staatsausgaben (in % des BIP) folgender Bereiche:
- Gesundheit: 9,2 %
- Bildung: 4,6 %
- Militär: 1,0 % (2023)

#### Steuern
Im Jahre 2007 wurde in Uruguay eine Steuerreform durchgeführt; diese hatte den Zweck, das Steuersystem zu vereinfachen und den heimischen Konsum zu stärken. Während zuvor das Territorialprinzip galt und somit nur Einkünfte, Vermögen etc., die sich in Uruguay befinden, besteuert wurden, gibt es mittlerweile eine allgemeine Einkommensteuer, bezogen auf das Welteinkommen. Die Lohnsteuer beträgt maximal 6 Prozent. Die Mehrwertsteuer (USt.) beträgt 22 Prozent (ermäßigt 10 Prozent). Einige Artikel des Grundbedarfs sind USt-befreit.
Weiterhin ist die Existenz mehrerer Freihandelszonen wie zum Beispiel Floridasur zu erwähnen, die von einer Besteuerung weitgehend ausgenommen sind.

## Infrastruktur

### Verkehrswesen

#### Straßenverkehr

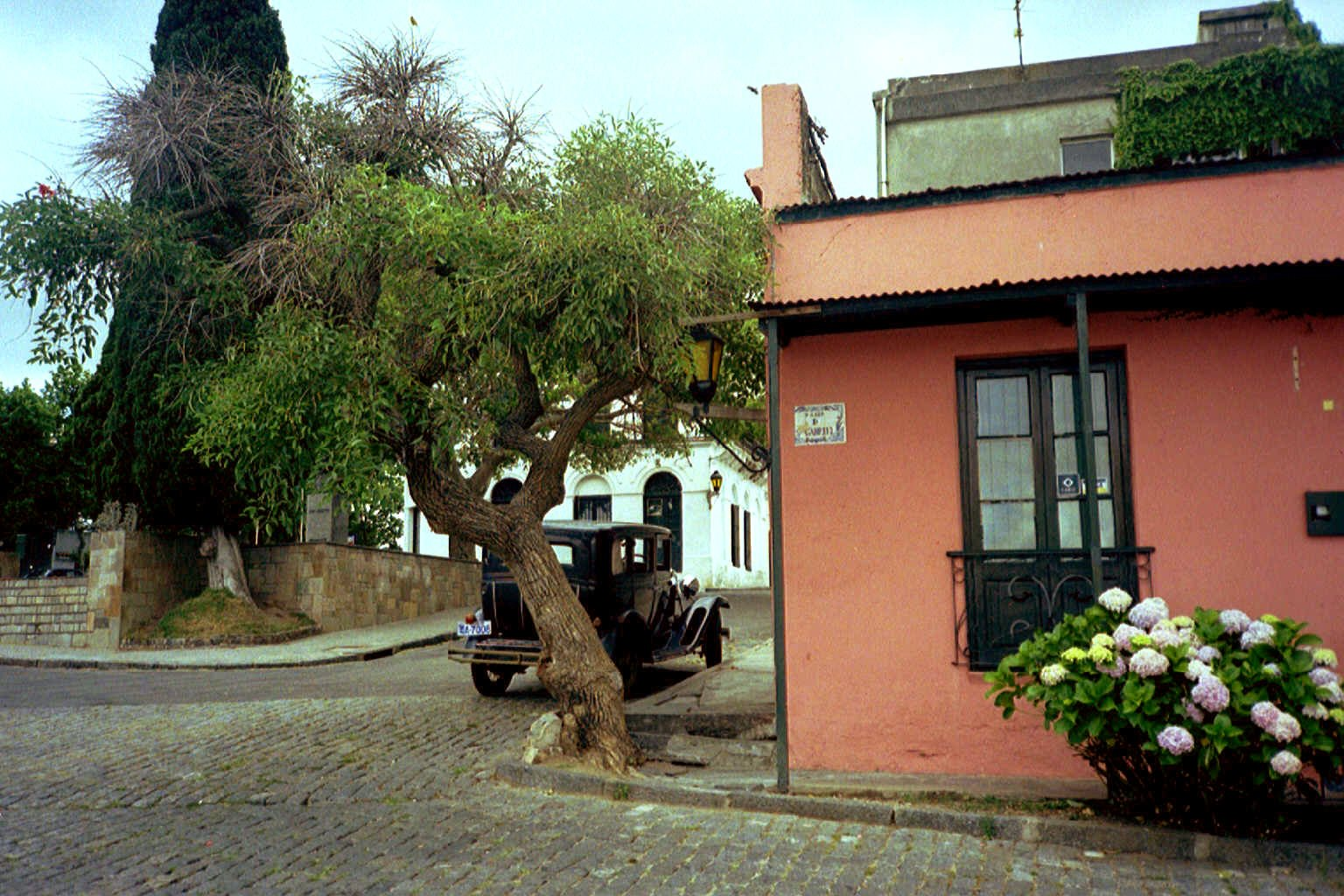
Oldtimer in Colonia

Bislang ist das uruguayische Straßenverkehrsnetz über drei den Río Uruguay querende internationale Brücken mit dem Nachbarland Argentinien verbunden. Dies sind die Puente Libertador General San Martín zwischen Puerto Unzué und Fray Bentos, die Colón und Paysandú verbindende Puente General Artigas, sowie die Puente Salto Grande von Concordia nach Salto. An der nördlichen Grenze zu Brasilien befinden sich neben der über den Río Cuareim führenden Puente Internacional de la Concordia (Quaraí-Artigas) zahlreiche Grenzübergänge ins Nachbarland. Dazu gehört auch die Puente Internacional Barón de Mauá über den Río Yaguarón an der westlichen Grenze.
Mehrere Busgesellschaften (u. a. COT, COPSA, TURIL, CITA, CUTSCA und U.C.O.T.) verkehren landesweit, sie verbinden alle Städte des Landes und die Grenzübergänge nach Brasilien. Es gibt außerdem eine große Anzahl an regionalen Busgesellschaften. Die Busgesellschaften verfügen über moderne und klimatisierte Fahrzeuge für den Überlandverkehr. Montevideo hat ein umfangreiches Busnetz.
In allen Städten und an den Flughäfen gibt es Taxis mit Taxameter, Fahrer haben eine Preisliste. Innerhalb der Städte kann man Taxis stundenweise zum Pauschalpreis mieten.

#### Schienenverkehr

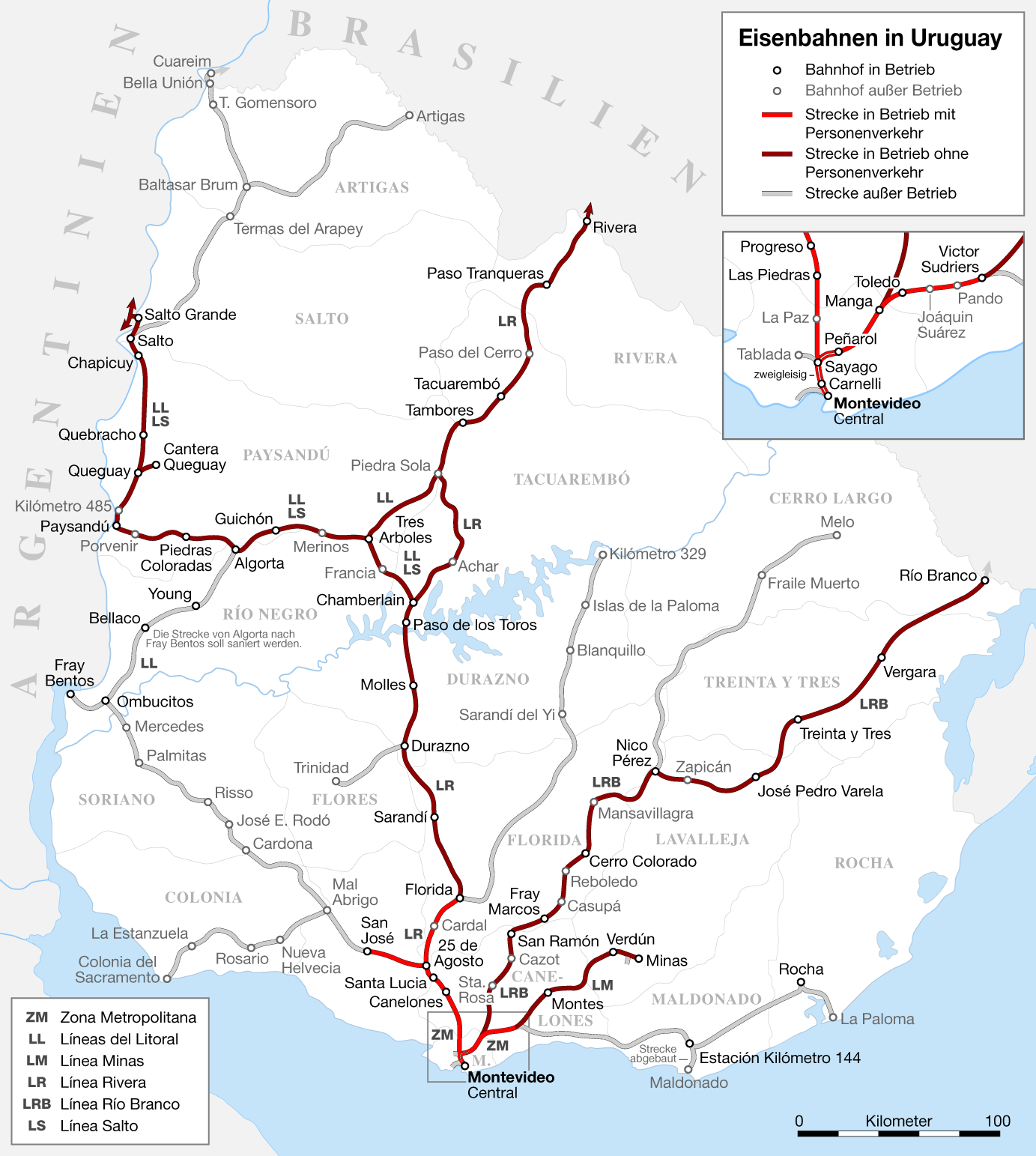
2010 in Betrieb befindliche Eisenbahnstrecken in Uruguay

Vom ursprünglich 3000 km großen Eisenbahnnetz werden weniger als die Hälfte betrieben. Nachdem alle Personenzüge im Jahr 1988 eingestellt wurden, spielt der Personenverkehr nur noch eine untergeordnete Rolle. Im Zuge des Schienengüterverkehrs werden Zellulosezellstoff, Heizöl, Schwefelsäure und Natronlauge transportiert.

#### Flugverkehr
Östlich von Montevideo befindet sich der internationale Flughafen Aeropuerto Internacional de Carrasco. Es gibt einen weiteren internationalen Flughafen Capitán de Corbeta Carlos A. Curbelo bei Punta del Este.
Unter anderem die Liquidation der (halb-)staatlichen Fluggesellschaft PLUNA und die COVID-19-Pandemie führten zu einer Reduzierung der Passagierzahlen:
```
Flughafen             2017        2022
Montevideo       2.100.000   1.280.000
Punta del Este     147.000      56.000
```

Demgegenüber konnte der Flughafen Carrasco den Frachtflugverkehr von 26.000 Tonnen (2017) auf 32.500 Tonnen (2022) steigern.
Die Aufsichtsbehörde ist die Dirección Nacional de Aviación Civil e Infraestructura Aeronáutica (DINACIA).

#### Schifffahrt
Auszug maritimer Kennzahlen für Uruguay aus dem Jahr 2023 (Zahlen für Deutschland zum Vergleich in Klammern):
Gesamtzahl 20-Fuß-Standardcontainer: 1.080.445 (13.733.867)
Nationalflotte (Tragfähigkeit Schiff in Tonnen): 47.000 (7.271)
Anzahl Seefahrer: 1.042.000 (12.234)
Die Schifffahrt konzentriert sich auf den Río Uruguay und den Río de la Plata; schiffbare Wasserstraßen umfassen eine Strecke von rund 1600 Kilometern. Zwischen Buenos Aires und den uruguayischen Häfen in Montevideo, Colonia und Carmelo verkehren zahlreiche Fähr- und Schiffslinien. Darüber hinaus gibt es eine Vielzahl an kleineren Sport- und Yachthäfen in Uruguay.
Uruguay ist zusammen mit Argentinien, Brasilien, Paraguay und Bolivien an einem Projekt zur Verbindung der Flüsse Río Paraguay und Paraná mit dem Atlantischen Ozean beteiligt. Das Ziel dieses größten regionalen Integrationsprojekts in Lateinamerika ist es, die Produkte dieser Länder leichter in die Häfen von Argentinien und Uruguay transportieren zu können. Dieses Transportsystem wird eine Länge von etwa 3500 Kilometern haben.
Die Personenschifffahrt hat zwei Schwerpunkte: Fährverkehr nach Argentinien und Kreuzschifffahrt. Zwischen Argentinien und Uruguay nutzten 2022 über zwei Millionen Passagiere ein Passagierschiff (zum Vergleich: Bodenseeschifffahrt 3 Mio. Passagiere):
- Hafen von Colonia 1.626.000 Passagiere
- Hafen von Montevideo 526.000 Passagiere
- Fähranlieger Carmelo 8.000 Passagiere[106]

In Montevideo legen jährlich über 100 Kreuzfahrtschiffe an. Bei ungefähr 70 Schiffen ist Punta del Este ein Ziel.

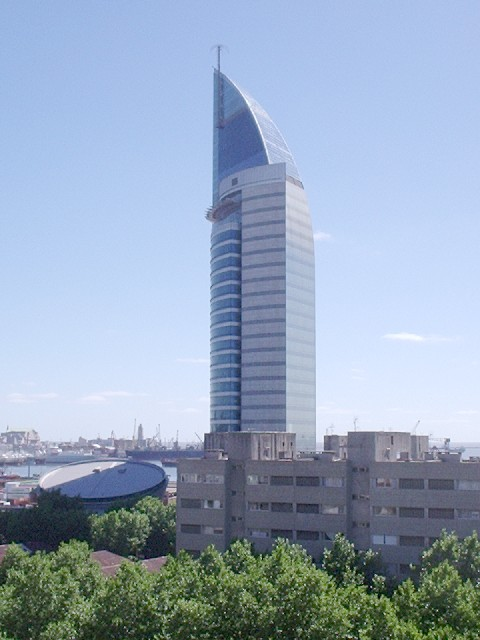
Torre Antel: das höchste Gebäude Uruguays

### Telekommunikation
Die Anzahl an Festnetzanschlüssen und Mobiltelefonen pro Kopf in Uruguay war 2016 im Vergleich mit dem restlichen Lateinamerika überdurchschnittlich. Es gibt über 1.000.000 Festnetzanschlüsse. Beim Mobiltelefonie ist die staatliche ANTEL der größte Anbieter mit einem Marktanteil von etwas mehr als 50 %, gefolgt von Movistar und Caro.
Hinsichtlich des digitalen Rundfunk- und Fernsehempfangs hat die uruguayische Regierung im Jahr 2010 beschlossen, das japanische ISDB-T-System einzuführen.

## Kultur
Das kulturelle Leben Uruguays wird durch europäische Traditionen geprägt, allen voran durch die spanische und portugiesische Kultur, da Uruguay durch diese beiden Länder kolonisiert wurde, daneben durch die italienische und deutsche Kultur, da viele Italiener und Deutsche nach Uruguay emigrierten. Die Kultur der indigenen Völker übte ebenfalls Einfluss aus, jedoch wurden diese Völker dezimiert und ihre Kultur vernichtet. Darüber hinaus gibt es große kulturelle Überschneidungen mit Argentinien, speziell was Musik und Tanz betrifft.
Das Gesetz No. 14.040 vom 20. Oktober 1971 regelt den Denkmalschutz von Gebäuden.

### Küche
Die uruguayische Küche ist stark europäisiert mit deutlichen Einflüssen der spanischen (Meeresfrüchte) und italienischen (Pizza- und Pasta-)Küche.
Das Nationalgericht ist das Asado. Darunter versteht man alle Sorten von (Rind-)Fleisch, die über einem offenen Holzfeuer gegrillt werden. Darüber hinaus werden Innereien wie Nieren, Rinderdarm und auch Kalbsbries auf der Parrilla (dem Grill) zubereitet.
Ein typisch uruguayisches Schnellgericht ist der Chivito, ein Burger mit einer dünnen Scheibe Rinderlende.
Zu einem uruguayischen Gericht gehört traditionell ein süßer Nachtisch, am liebsten mit Dulce de leche zubereitet. Dies ist ein Milch-Karamell, der für alle Sorten von Kuchen, Gebäck, Torten und Eiscremes verwendet wird. Dies wird unter anderem auch zur Füllung der Alfajores genannten Süßspeisen verwendet. Dabei handelt es sich um eine Art kleinen runden Kuchen.
Ein besonders am Strand und bei Festen sehr beliebtes Erfrischungsgetränk ist der Clericó, ein Gemisch aus Schaumwein, Weißwein, Fruchtsaft und klein geschnittenen Fruchtstückchen, wie Orangen, Pfirsichen, und Trauben.

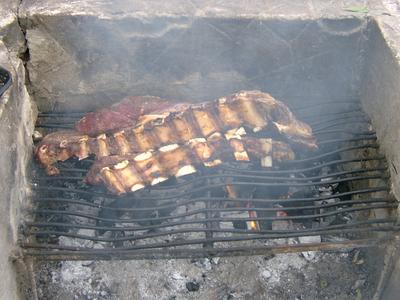
Asado (Rindfleisch vom Holzkohlengrill)
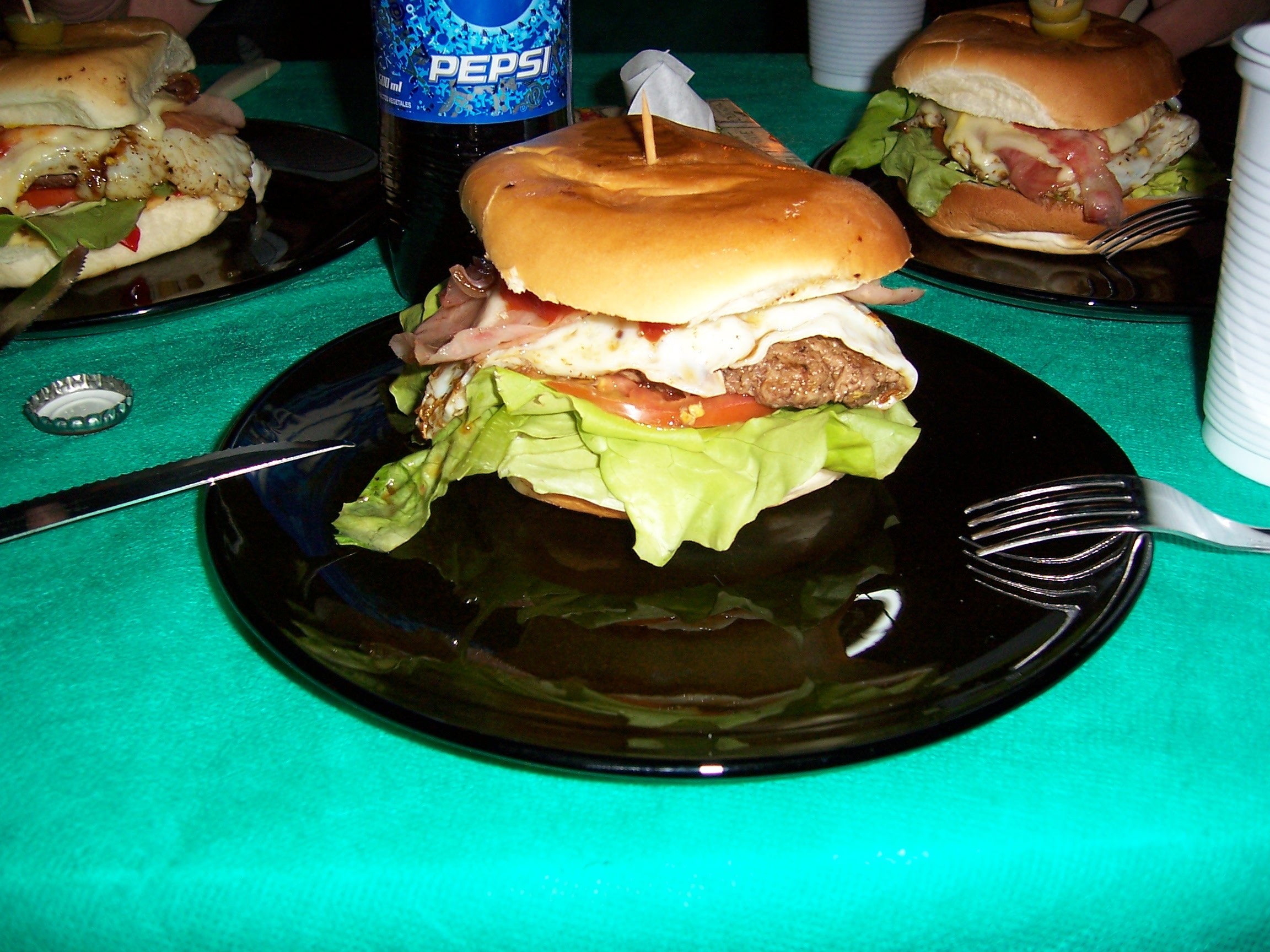
Ein Chivito
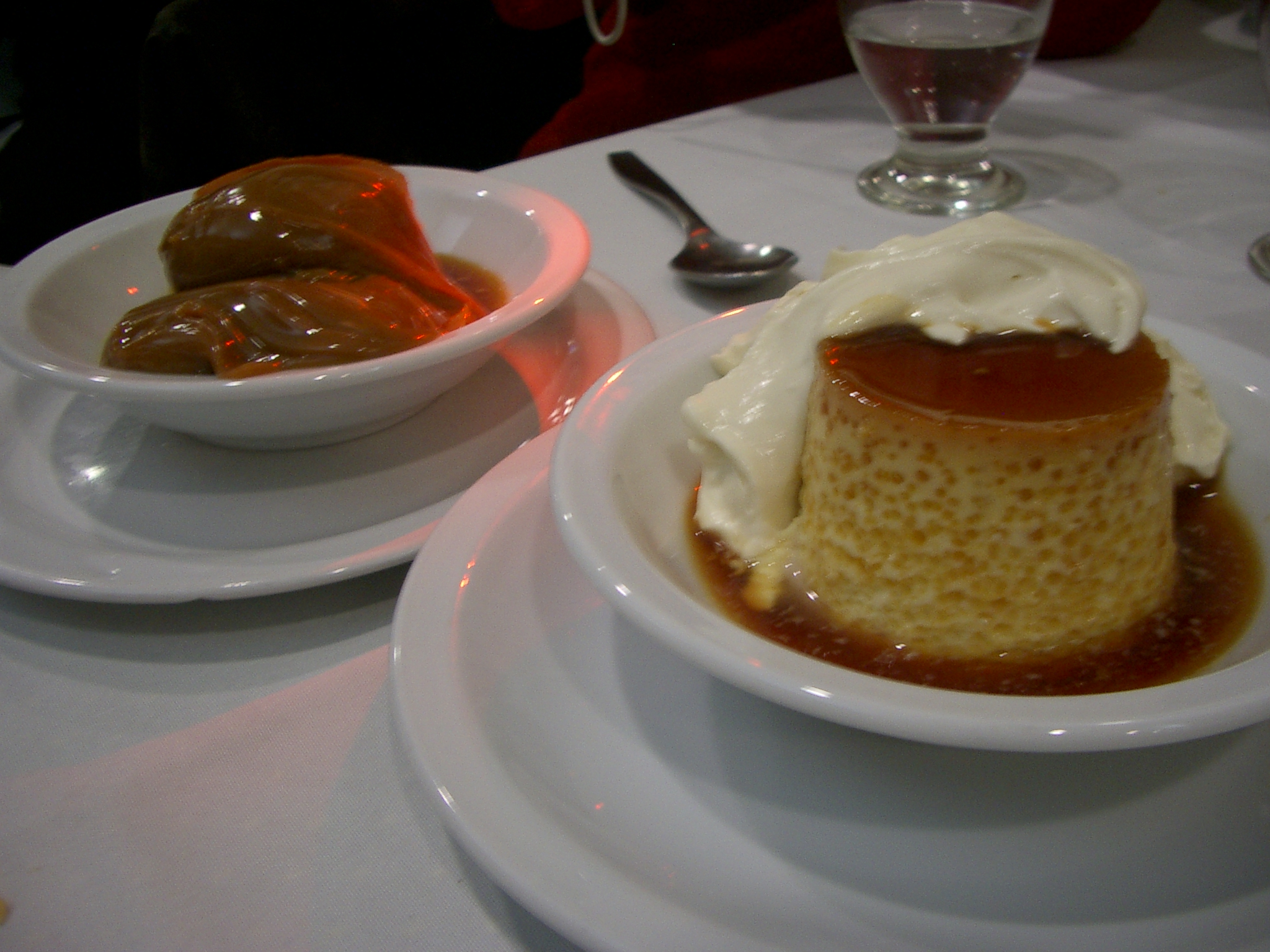
Süßspeise mit Dulce de Leche

### Feiertage
Die wichtigsten Feiertage sind Neujahr (1. Januar), Carnaval (siehe Karneval), Ostern (einschließlich Gründonnerstag und Karfreitag), der Tag der Landung der 33 Patrioten (19. April), der Tag der Arbeit (1. Mai), der Tag der Verfassung (18. Juli), der Unabhängigkeitstag (25. August) sowie Heiligabend und der 1. Weihnachtsfeiertag (24. und 25. Dezember). In katholischen Gemeinden werden zu Ehren der örtlichen Schutzheiligen Feierlichkeiten und Umzüge veranstaltet.
| Datum          | Spanische Bezeichnung                | Deutsche Bezeichnung              | Bemerkungen                                                 |
| -------------- | ------------------------------------ | --------------------------------- | ----------------------------------------------------------- |
| 1. Januar      | Año nuevo                            | Neujahr                           | arbeitsfrei                                                 |
| 6. Januar      | Día de los niños                     | Dreikönigstag                     | wird umgangssprachlich als Reyes (‚Könige‘) bezeichnet.     |
| Februar / März | Carnaval                             | Rosenmontag und Faschingsdienstag | bewegliche Feiertage                                        |
| März / April   | Semana Santa auch: Semana de turismo | Gründonnerstag bis Karsamstag     | bewegliche Feiertage                                        |
| 19. April      | Desembarco de los 33 Orientales      | Landung der 33 Orientalen         | wird am Montag nachgeholt, falls er auf einen Sonntag fällt |
| 1. Mai         | Día de los trabajadores              | Tag der Arbeit                    | arbeitsfreier Tag.                                          |
| 18. Mai        | Batalla de Las Piedras               | Schlacht bei Las Piedras          | wird am Montag nachgeholt, falls er auf einen Sonntag fällt |
| 19. Juni       | Nacimiento de José Artigas           | Geburtstag von José Artigas       | unveränderlicher Feiertag                                   |
| 18. Juli       | Jura de la Constitución              | Schwur auf die Verfassung         | arbeitsfreier Tag                                           |
| 25. August     | Declaratoria de la Independencia     | Tag der Unabhängigkeit            | arbeitsfreier Tag                                           |
| 12. Oktober    | Día de las Américas                  | Entdeckung Amerikas               | wird am Montag nachgeholt, falls er auf einen Sonntag fällt |
| 2. November    | Día de los Fieles Difuntos           | Allerseelen                       | unveränderlicher Feiertag                                   |
| 25. Dezember   | Navidad auch: Día de la familia      | Weihnachten                       |                                                             |

### Feste
Die wichtigsten Feste sind der Karneval, Ostern und die Semana Criolla (‚Rodeo-Woche‘). Der Karneval findet immer Montag und Dienstag vor Aschermittwoch statt. Aufwendig gestaltete Umzüge kostümierter Menschen ziehen an diesen zwei Tagen durch die Straßen und werden von verschiedensten Musikkapellen begleitet. Speziell uruguayisch sind der Tag der Treinta y Tres Orientales, an dem Juan Antonio Lavalleja und seine 33 Freiwilligen im Jahr 1825 die Rebellion gegen die Portugiesen starteten, sowie der Gedenktag für die Schlacht von Las Piedras im Jahr 1811, bei der José Gervasio Artigas die Spanier in der Nähe von Montevideo schlug. Der „Tag der Amerikas“ erinnert an den Tag, an dem Kolumbus Amerika entdeckte. Der Unabhängigkeitstag wird am 25. August gefeiert.
Wegen der strikten Trennung zwischen Kirche und Staat haben alle religiösen Festtage einen weltlichen Namen erhalten. So heißt Weihnachten z. B. „Tag der Familie“ und Ostern wurde zur „Tourismus-Woche“.

### Bildende Kunst

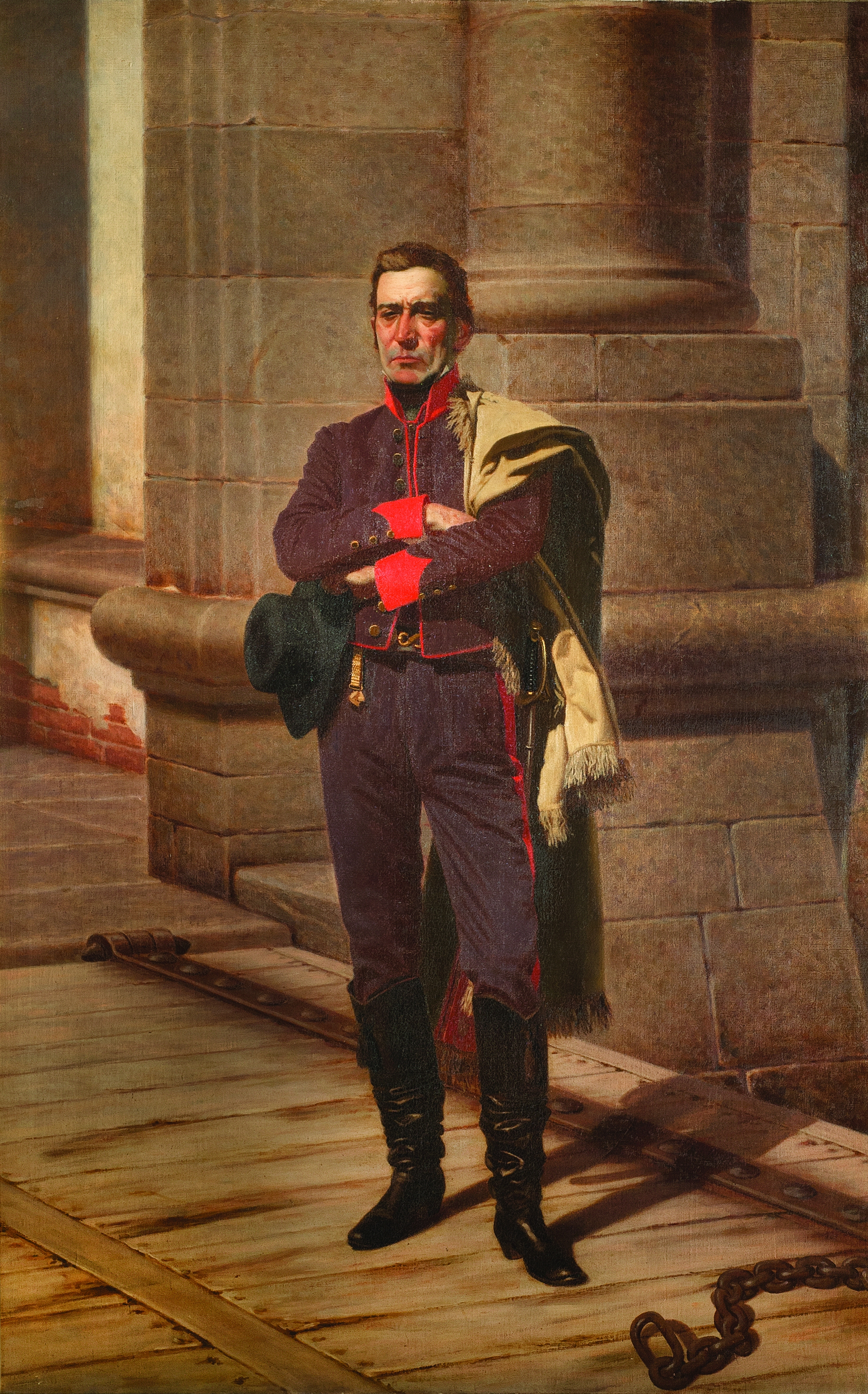
José Gervasio Artigas, Juan Manuel Blanes

Zu den bedeutendsten Malern des Landes gehören Juan Manuel Blanes, der Bilder gemalt hat, die das Leben der Gauchos und Momente in der Geschichte des Landes darstellen, daneben Joaquín Torres García, der Gründer der konstruktiven Universalismus, Pedro Figari, der Alltagsszenen aus Montevideo und dem Land dargestellt hat, Carlos Sáez, Rafael Barradas, Carmelo de Arzadum, Ernesto Laroche, Felipe Seade oder José Cúneo.
José Belloni ist der wichtigste Bildhauer Uruguays, seine Werke, die Szenen aus dem Alltag darstellen, schmücken viele öffentliche Plätze in Montevideo. Daneben sind Manuel Pena, Juan Manuel Ferrari, José Luis Zorrilla de San Martín, Carlos Moler de Berg, G. Fonseca oder G. Cabrera erwähnenswert.

### Musik und Tanz

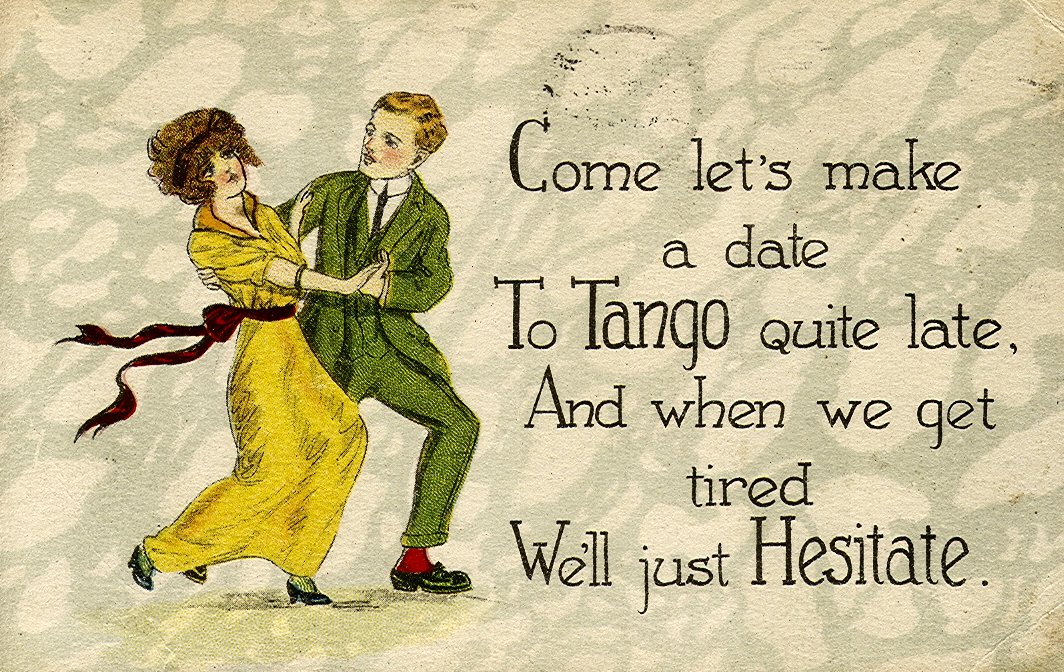
Tango-Postkarte, 1919

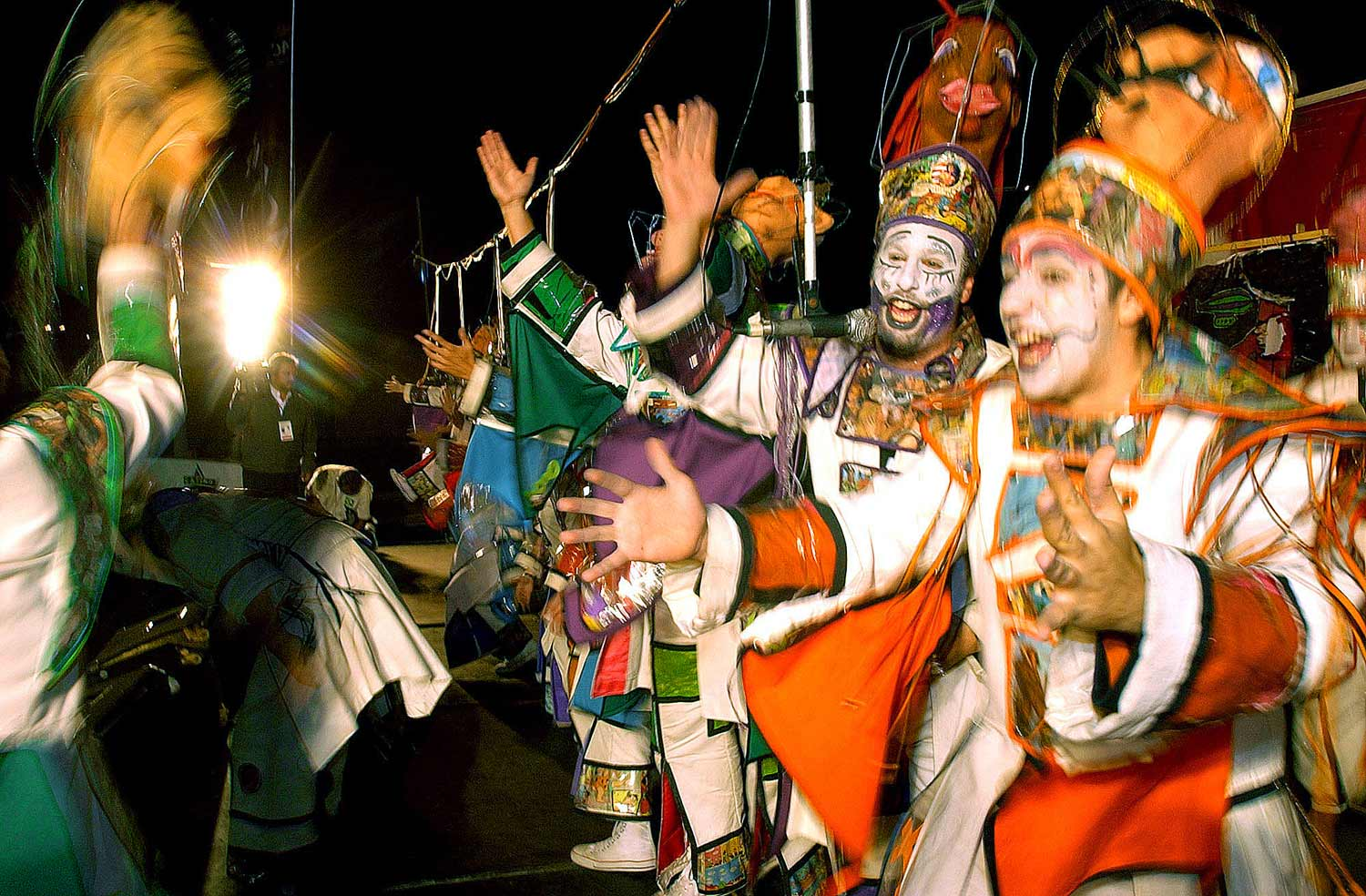
Eine Murga-Gruppe

Der Tango und die davon abgeleitete Milonga sind nicht nur die Musik Argentiniens, sondern auch Uruguays. Das erste als „Tango“ definierte Musikstück wurde 1886 in Montevideo komponiert. Die international als „Hymne“ des Tangos geltende La Cumparsita stammt aus der Feder des Montevideaners Gerardo Matos Rodríguez, der die erste Fassung des Liedes in Ermangelung besser geeigneter Schreibutensilien auf eine Serviette des Montevideaner Restaurants La Giralda an der Plaza Independencia kritzelte. Das Stück wurde 1917 in einer Montevideaner Arbeiterbaracke uraufgeführt.
Eine speziell uruguayische Musik sind der Candombe und die Murga, beide sind Karnevalsrhythmen. Der Candombe ist fast noch uruguayischer als der Tango, der hier eine über 150-jährige Tradition hat und jedes Jahr im drei Monate dauernden Karneval seinen Höhepunkt erfährt, bei der die Candombe-Parade den Karneval krönt.
Wichtige Sänger Uruguays sind Jaime Roos, Jorge Drexler, Eduardo Mateo, Rubén Rada, Pablo Sciuto, Erwin Schrott und Los Shakers. La Vela Puerca sind eine international bekannte Ska-Band.

### Literatur

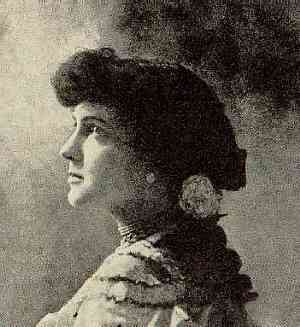
Delmira Agustini

### Film
Erfolge konnten uruguayische Filme erst gegen Anfang des 21. Jahrhunderts feiern. En la puta vida (2001), El ultimo tren – Der letzte Zug (2002) und El viaje hacia el mar (2003) erhielten einige Auszeichnungen. Der 2007 produzierte Film El baño del papa (dt. Untertitel Das große Geschäft) wurde ebenfalls auf mehreren Festivals ausgezeichnet und war 2008 der von Uruguay für die Oscar-Prämierung eingereichte Film. Die bedeutendsten Regisseure des Landes sind Juan Pablo Rebella und Pablo Stoll, deren Filme meistens in Montevideo spielen, so auch ihre beiden preisgekrönten Tragikomödien 25 Watts (2001) und Whisky (2005). Erfolge erzielte auch der 2009 erschienene Film Mal día para pescar

### Museen
Die bedeutendsten Museen des Landes sind in Montevideo beheimatet, wie das Nationalhistorische Museum, das Museum der Schönen Künste und das Naturgeschichtliche Museum. Das Museo del Indo y del Gaucho in Tacuarembó stellt Kunstsammlungen der Indigenen und Gauchos sowie Waffen- und Handwerkzeugsammlungen aus. In Solymar, 24 km von Montevideo entfernt, befindet sich das Museo del Pan (‚das Brotmuseum‘); das einzige seiner Art in Lateinamerika.

### Gesellschaft
Das Land ist liberal gegenüber Homosexuellen, seit 2013 sind gleichgeschlechtliche Eheschließungen möglich; seit Oktober 2018 ist in Uruguay ein rechtlicher Geschlechtseintrag als „nicht männlich/weiblich“ möglich (siehe LGBT in Uruguay).

### Medien und Kommunikation
Obwohl die Medienlandschaft in Uruguay eher pluralistisch ist, wird sie von drei großen Unternehmen und deren TV-Sendern dominiert: Villar / De Feo und Canal 10, Romay und Canal 4 sowie Cardoso/Scheck und Canal 12.
Ein im Dezember 2014 verabschiedetes Rundfunkgesetz fördert nach Ansicht von RSF den Medienpluralismus. Das Gesetz sieht auch die Einrichtung eines von der Exekutive unabhängigen Rundfunkrats vor. Die Journalisten sind in der unabhängigen Journalisten-Gewerkschaft Asociación de la Prensa Uruguaya, APU organisiert.

#### Radio und Fernsehen
Es gibt in Uruguay mehr als 200 Radiostationen und 23 Fernsehsender. Fernsehen und Radio finanzieren sich über Werbeeinnahmen und nutzen kostenlos zur Verfügung gestellte Materialien. Der staatliche Rundfunk produziert nichtkommerziell Hörfunk und Fernsehprogramme.
Bedeutende Radiostationen sind:
- Radio Monte Carlo
- Aire 100.3
- Metropolis
- Galaxia
- 810 Espectador
- Radio Urbana
- Radio Sarandí
- Radio Carve

Laut einer Erhebung aus dem Frühjahr 2009 war Radio Monte Carlo morgens bis mittags der meistgehörte Radiosender, während am Nachmittag und Abend Aire am häufigsten eingeschaltet wurde.
Wichtige Fernsehsender sind:
- Canal 5 Televisión Nacional de Uruguay
- Canal 4 Montecarlo
- Canal 10
- Canal 12 – Teledoce Televisora Color
- Canal Once

#### Presse
Zeitungen und Zeitschriften spiegeln ein breites Meinungsspektrum wider. Täglich erscheinen über 30 Tageszeitungen mit einer Gesamtauflage von rund einer Million Exemplaren, die bedeutendsten sind: El País (der Blanco Partei nahestehend), El Observador (unabhängig – tendiert zu Colorados), La República (regierungsnah), außerdem noch einige Wochenzeitungen: Búsqueda (wirtschaftsliberal), Brecha (links), Revista Tres. Auflagenstärkste Zeitung außerhalb Montevideos ist El Telégrafo.

#### Internet
Seit 1990 existiert die Top-Level-Domain „.uy“.
Im Jahr 2022 nutzten 89,9 Prozent der Einwohner Uruguays das Internet.

## Sport

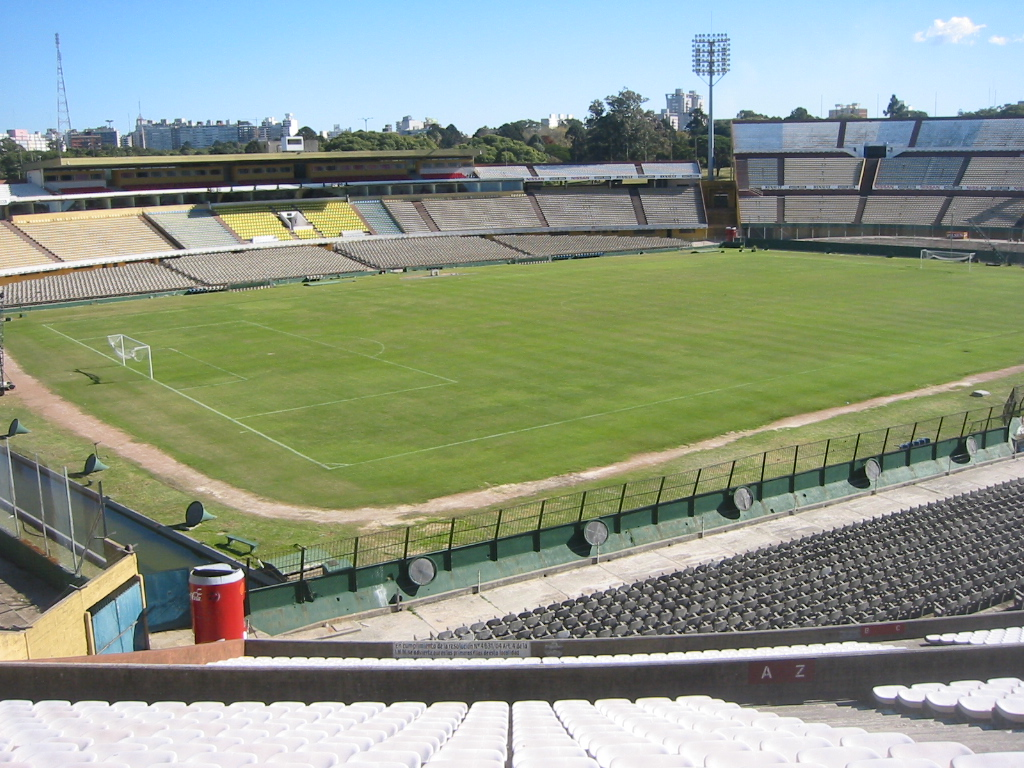
Estadio Centenario in Montevideo

Logo der Asociación Uruguaya de Fútbol

### Fußball
Fußball ist, wie in fast ganz Lateinamerika, der wichtigste Sport überhaupt. Die zwei dominierenden Klubs der Liga sind Peñarol Montevideo und Nacional Montevideo, beide spielen im Estadio Centenario.
Die Fußballnationalmannschaft Uruguays zählte zu den dominierenden Teams der Zwischenkriegszeit. So gewann sie die olympischen Fußballturniere in Paris 1924 und Amsterdam 1928 sowie die erste Fußball-Weltmeisterschaft, die 1930 im eigenen Land ausgetragen wurde. 1950 wurde Uruguay zum zweiten und bislang letzten Mal Weltmeister; zudem erreichte die Mannschaft bei den Weltmeisterschaften 1954, 1970 und 2010 jeweils das Halbfinale und belegte jeweils den 4. Platz.
Uruguay zählt auch zu den mehrmaligen Siegern der Copa América. Diesen Pokal der südamerikanischen Nationalteams gewann man 1916, 1917, 1920, 1923, 1924, 1926, 1935, 1942, 1956, 1959, 1967, 1983, 1987, 1995 und 2011.

### Basketball
Neben Fußball ist Basketball eine Sportart, die schnell an Anhängern zulegt. Auch Rugby erfreut sich einer wachsenden Popularität in Uruguay. So gehört die „Los Teros“ genannte Nationalmannschaft zu den 20 besten Teams der Welt und nahm an den Weltmeisterschaften 1999 in Wales, 2003 in Australien, 2015 in England, 2019 in Japan und 2023 in Frankreich teil. Reitsport wie Springreiten oder Polo haben speziell bei den Reicheren eine hohe Bedeutung. Die Gauchos spielen ein Reitspiel namens Pato, bei dem zwei Teams auf Pferden um den Besitz eines Balls mit Griff streiten. Daneben gibt es Criolla (eine Art Rodeo), bei dem sich ein Reiter so lange wie möglich auf einem wilden Pferd halten muss. Criollas werden das ganze Jahr über abgehalten, die berühmteste findet zu Ostern in Montevideo statt. Das Boccia-Spiel ist aus Italien nach Uruguay gekommen.

### Weitere Sportarten
Auch in anderen Sportarten gelang es uruguayischen Sportlern vereinzelt internationale Erfolge zu erzielen. So konnten bei den Olympischen Spielen zwischen 1924 und 2008 insgesamt 10 Medaillen gewonnen werden.
| Spiele           |   |   |   | Gesamt |
| ---------------- | - | - | - | ------ |
| Sydney 2000      | 0 | 1 | 0 | 1      |
| Tokio 1964       | 0 | 0 | 1 | 1      |
| Melbourne 1956   | 0 | 0 | 1 | 1      |
| Helsinki 1952    | 0 | 0 | 2 | 2      |
| London 1948      | 0 | 1 | 1 | 2      |
| Los Angeles 1932 | 0 | 0 | 1 | 1      |
| Amsterdam 1928   | 1 | 0 | 0 | 1      |
| Paris 1924       | 1 | 0 | 0 | 1      |
| Gesamt           | 2 | 2 | 6 | 10     |

Special Olympics Uruguay nahm mehrmals an Special Olympics Weltspielen teil.